# Japán a 2008. évi nyári olimpiai játékokon
Japán a kínai Pekingben megrendezett 2008. évi nyári olimpiai játékok egyik részt vevő nemzete volt. Az országot az olimpián 31 sportágban 332 sportoló képviselte, akik összesen 25 érmet szereztek.

## Érmesek
| Érem  | Versenyző | Sportág       | Versenyszám                  |
| ----- | --- | ------------- | ---------------------------- |
| Arany | Josida Szaori | Birkózás      | Női szabadfogás, 55 kg       |
| Arany | Icsó Kaori | Birkózás      | Női szabadfogás, 63 kg       |
| Arany | Isii Szatosi | Cselgáncs     | Férfi nehézsúly              |
| Arany | Ucsisiba Maszato | Cselgáncs     | Férfi harmatsúly             |
| Arany | Tanimoto Ajumi | Cselgáncs     | Női váltósúly                |
| Arany | Ueno Maszae | Cselgáncs     | Női középsúly                |
| Arany | Nemzeti válogatott Emoto Nao Fudzsimoto Motoko Hirosze Megu Inui Emi Itó Szacsiko Karino Ajumi Mabucsi Szatoko Mine Jukijo Misina Maszumi Nisijama Rei Szakai Hiroko Szató Rie Szomeja Mika Ueno Jukiko Jamada Eri | Softball      | Női                          |
| Arany | Kitadzsima Kószuke | Úszás         | Férfi 100 m mell             |
| Arany | Kitadzsima Kószuke | Úszás         | Férfi 200 m mell             |
| Ezüst | Cukahara Naoki Szuecugu Singo Takahira Sindzsi Aszahara Nobuharu | Atlétika      | Férfi 4 × 100 m váltó        |
| Ezüst | Macunaga Tomohiro | Birkózás      | Férfi szabadfogás, 55 kg     |
| Ezüst | Jumoto Kenicsi | Birkózás      | Férfi szabadfogás, 60 kg     |
| Ezüst | Icsó Csiharu | Birkózás      | Női szabadfogás, 48 kg       |
| Ezüst | Cukada Maki | Cselgáncs     | Női nehézsúly                |
| Ezüst | Ucsimura Kóhei | Torna         | Férfi egyéni összetett       |
| Ezüst | Tomita Hirojuki Kasima Takehiro Szakamoto Kóki Okigucsi Makoto Ucsimura Kóhei Nakasze Takuja | Torna         | Férfi csapat összetett       |
| Ezüst | Óta Júki | Vívás         | Férfi tőr, egyéni            |
| Bronz | Hamagucsi Kjóko | Birkózás      | Női szabadfogás, 72 kg       |
| Bronz | Nakamura Miszato | Cselgáncs     | Női harmatsúly               |
| Bronz | Tani Rjóko | Cselgáncs     | Női légsúly                  |
| Bronz | Nagai Kijofumi | Kerékpározás  | Férfi keirin                 |
| Bronz | Harada Szaho Szuzuki Emiko | Szinkronúszás | Páros                        |
| Bronz | Macuda Takesi | Úszás         | Férfi 200 m pillangó         |
| Bronz | Mijasita Dzsunicsi Kitadzsima Kószuke Fudzsii Takuro Szató Hiszajosi | Úszás         | Férfi 4 × 100 m vegyes váltó |
| Bronz | Nakamura Reiko | Úszás         | Női 200 m hát                |

## Asztalitenisz

### Férfi
| Versenyző       | Versenyszám | Selejtező         | 64-es főtábla                                           | 48-as főtábla                                                 | 32-es főtábla                                            | Nyolcaddöntő                                  | Negyeddöntő       | Elődöntő          | Döntő             | Helyezés |
| Versenyző       | Versenyszám | Ellenfél Eredmény | Ellenfél Eredmény                                       | Ellenfél Eredmény                                             | Ellenfél Eredmény                                        | Ellenfél Eredmény                             | Ellenfél Eredmény | Ellenfél Eredmény | Ellenfél Eredmény | Helyezés |
| --------------- | ----------- | ----------------- | ------------------------------------------------------- | ------------------------------------------------------------- | -------------------------------------------------------- | --------------------------------------------- | ----------------- | ----------------- | ----------------- | -------- |
| Kan Jo          | Egyes       |                   |                                                         |                                                               | Alekszej Szmirnov (RUS) · 9-11, 11-8, 11-9, 14-12, 17-15 | Vang Hao (CHN) · 6-11, 11-9, 8-11, 5-11, 4-11 | kiesett           | kiesett           | kiesett           | 9.       |
| Kisikava Szeija | Egyes       |                   | Wilson Zhang (CAN) · 11-9, 9-11, 11-6, 8-11, 11-5, 11-9 | Ruiwu Tan (CRO) · 11-7, 9-11, 4-11, 4-11, 3-11                | kiesett                                                  | kiesett                                       | kiesett           | kiesett           | kiesett           | 33.      |
| Mizutani Dzsun  | Egyes       |                   |                                                         | Damien Éloi (FRA) · 11-9, 7-11, 15-13, 7-11, 8-11, 11-8, 11-1 | Kalínikosz Kreánga (GRE) · 11-9, 9-11, 4-11, 8-11, 3-11  | kiesett                                       | kiesett           | kiesett           | kiesett           | 17.      |

#### Csapat
- Kan Jo
- Kisikava Szeija
- Mizutani Dzsun

D csoport
| Csapat      | JM | GY | V | GyJ | VJ | PT |
| ----------- | -- | -- | - | --- | -- | -- |
| Japán       | 3  | 3  | 0 | 27  | 8  | 6  |
| Hongkong    | 3  | 2  | 1 | 23  | 21 | 4  |
| Nigéria     | 3  | 1  | 2 | 17  | 29 | 2  |
| Oroszország | 3  | 0  | 3 | 20  | 29 | 0  |

| Japán | 3 – 0 | Nigéria |

| Japán | 3 – 0 | Oroszország |

| Hongkong | 0 – 3 | Japán |

Elődöntő
| Németország | 3 – 2 | Japán |

Vigaszág második kör
| Japán | 1 – 3 | Ausztria |

| Csapat | Helyezés |
| ------ | -------- |
| Japán  | 5.       |

### Női
| Versenyző      | Versenyszám | Selejtező         | 64-es főtábla     | 48-as főtábla                                    | 32-es főtábla                                            | Nyolcaddöntő                                       | Negyeddöntő       | Elődöntő          | Döntő             | Helyezés |
| Versenyző      | Versenyszám | Ellenfél Eredmény | Ellenfél Eredmény | Ellenfél Eredmény                                | Ellenfél Eredmény                                        | Ellenfél Eredmény                                  | Ellenfél Eredmény | Ellenfél Eredmény | Ellenfél Eredmény | Helyezés |
| -------------- | ----------- | ----------------- | ----------------- | ------------------------------------------------ | -------------------------------------------------------- | -------------------------------------------------- | ----------------- | ----------------- | ----------------- | -------- |
| Fukuhara Ai    | Egyes       |                   |                   |                                                  | Melek Hu (TUR) · 11-6, 11-8, 11-7, 9-11, 11-5            | Csang Ji-ning (CHN) · 5-11, 2-11, 5-11, 11-9, 8-11 | kiesett           | kiesett           | kiesett           | 9.       |
| Fukuoka Haruna | Egyes       |                   |                   | Nanthana Khamvong (THA) · 11-9, 11-7, 11-9, 11-5 | Kim Gjonga (KOR) · 9-11, 16-14, 10-12, 14-12, 9-11, 7-11 | kiesett                                            | kiesett           | kiesett           | kiesett           | 17.      |
| Hirano Szajaka | Egyes       |                   |                   |                                                  | Gao Jun (USA) · 12-14, 1-11, 12-10, 7-11, 12-14          | kiesett                                            | kiesett           | kiesett           | kiesett           | 17.      |

#### Csapat
- Fukuhara Ai
- Fukuoka Haruna
- Hirano Szajaka

D csoport
| Csapat        | JM | GY | V | GyJ | VJ | PT |
| ------------- | -- | -- | - | --- | -- | -- |
| Dél-Korea     | 3  | 3  | 0 | 27  | 6  | 6  |
| Japán         | 3  | 2  | 1 | 25  | 21 | 4  |
| Spanyolország | 3  | 1  | 2 | 20  | 23 | 2  |
| Ausztrália    | 3  | 0  | 3 | 5   | 27 | 0  |

| Japán | 3 – 0 | Ausztrália |

| Japán | 3 – 2 | Spanyolország |

| Dél-Korea | 3 – 0 | Japán |

Vigaszág első kör
| Ausztria | 0 – 3 | Japán |

Vigaszág második kör
| Hongkong | 2 – 3 | Japán |

Bronzmérkőzés
| Dél-Korea | 3 – 0 | Japán |

| Csapat | Helyezés |
| ------ | -------- |
| Japán  | 4.       |

## Atlétika
Férfi
| Versenyző                                                        | Versenyszám     | Előfutam | Előfutam | Előfutam | Negyeddöntő | Negyeddöntő | Negyeddöntő | Elődöntő | Elődöntő | Elődöntő | Döntő         | Döntő         |
| Versenyző                                                        | Versenyszám     | Idő      | Hely.    | Össz.    | Idő         | Hely.       | Össz.       | Idő      | Hely.    | Össz.    | Idő           | Helyezés      |
| ---------------------------------------------------------------- | --------------- | -------- | -------- | -------- | ----------- | ----------- | ----------- | -------- | -------- | -------- | ------------- | ------------- |
| Aszahara Nobuharu                                                | 100 m           | 10,25    | 4.       | 12.**    | 10,37       | 8.          | 36.*        | kiesett  | kiesett  | kiesett  | kiesett       | kiesett       |
| Cukahara Naoki                                                   | 100 m           | 10,39    | 2.       | 33.*     | 10,23       | 3.          | 20.*        | 10,16    | 7.       | 13.      | kiesett       | kiesett       |
| Szuecugu Singo                                                   | 200 m           | 20,93    | 6.       | 34.**    | kiesett     | kiesett     | kiesett     | kiesett  | kiesett  | kiesett  | kiesett       | kiesett       |
| Takahira Sindzsi                                                 | 200 m           | 20,58    | 4.       | 9.**     | 20,63       | 7.          | 21.*        | kiesett  | kiesett  | kiesett  | kiesett       | kiesett       |
| Kanemaru Júzó                                                    | 400 m           | 46,39    | 7.       | 43.      |             |             |             | kiesett  | kiesett  | kiesett  | kiesett       | kiesett       |
| Macumija Takajuki                                                | 5000 m          | 14:20,24 | 13.      | 36.      |             |             |             |          |          |          | kiesett       | kiesett       |
| Macumija Takajuki                                                | 10 000 m        |          |          |          |             |             |             |          |          |          | 28:39,77      | 31.           |
| Takezava Kenszuke                                                | 10 000 m        |          |          |          |             |             |             |          |          |          | 28:23,28      | 28.           |
| Takezava Kenszuke                                                | 5000 m          | 13:49,42 | 7.       | 21.      |             |             |             |          |          |          | kiesett       | kiesett       |
| Naito Maszato                                                    | 110 m gát       | 13,96    | 7.       | 37.      | kiesett     | kiesett     | kiesett     | kiesett  | kiesett  | kiesett  | kiesett       | kiesett       |
| Nariszako Kendzsi                                                | 400 m gát       | 49,63    | 5.       | 17.      |             |             |             | kiesett  | kiesett  | kiesett  | kiesett       | kiesett       |
| Tameszue Dai                                                     | 400 m gát       | 49,82    | 4.       | 19.      |             |             |             | kiesett  | kiesett  | kiesett  | kiesett       | kiesett       |
| Ivamizu Jositaka                                                 | 3000 m akadály  | 8:29,80  | 9.       | 26.      |             |             |             |          |          |          | kiesett       | kiesett       |
| Ogata Cujosi                                                     | Maraton         |          |          |          |             |             |             |          |          |          | 2:13:26       | 13.           |
| Oszaki Szatosi                                                   | Maraton         |          |          |          |             |             |             |          |          |          | nem indult el | nem indult el |
| Szató Acusi                                                      | Maraton         |          |          |          |             |             |             |          |          |          | 2:41:08       | 76.           |
| Tanii Takajuki                                                   | 50 km gyaloglás |          |          |          |             |             |             |          |          |          | 4:01:37       | 29.           |
| Tanii Takajuki                                                   | 20 km gyaloglás |          |          |          |             |             |             |          |          |          | kizárták      | kizárták      |
| Morioka Kóicsiró                                                 | 20 km gyaloglás |          |          |          |             |             |             |          |          |          | 1:21:57       | 16.           |
| Jamazaki Júki                                                    | 20 km gyaloglás |          |          |          |             |             |             |          |          |          | 1:21:18       | 11.           |
| Jamazaki Júki                                                    | 50 km gyaloglás |          |          |          |             |             |             |          |          |          | 3:45:47       | 7.            |
| Cukahara Naoki Szuecugu Singo Takahira Sindzsi Aszahara Nobuharu | 4 × 100 m váltó | 38,52    | 2.       | 3.       |             |             |             |          |          |          | 38,15         |               |
| Abiko Micuhiro Tameszue Dai Horigome Josihiro Nariszako Kendzsi  | 4 × 400 m váltó | 3:04,18  | 6.       | 14.      |             |             |             |          |          |          | kiesett       | kiesett       |

| Versenyző         | Versenyszám   | Selejtező | Selejtező | Döntő    | Döntő    |
| Versenyző         | Versenyszám   | Eredmény  | Helyezés  | Eredmény | Helyezés |
| ----------------- | ------------- | --------- | --------- | -------- | -------- |
| Daigó Naojuki     | Magasugrás    | 215 cm    | 36.       | kiesett  | kiesett  |
| Szavano Daicsi    | Rúdugrás      | 555 cm    | 16.***    | kiesett  | kiesett  |
| Murofusi Kódzsi   | Kalapácsvetés | 78,16 m   | 5.        | 80,71 m  | 5.       |
| Murakami Jukifumi | Gerelyhajítás | 78,21 m   | 15.       | kiesett  | kiesett  |

Női
| Versenyző                                            | Versenyszám     | Előfutam | Előfutam | Előfutam | Negyeddöntő | Negyeddöntő | Negyeddöntő | Elődöntő | Elődöntő | Elődöntő | Döntő         | Döntő         |
| Versenyző                                            | Versenyszám     | Idő      | Hely.    | Össz.    | Idő         | Hely.       | Össz.       | Idő      | Hely.    | Össz.    | Idő           | Helyezés      |
| ---------------------------------------------------- | --------------- | -------- | -------- | -------- | ----------- | ----------- | ----------- | -------- | -------- | -------- | ------------- | ------------- |
| Fukusima Csiszato                                    | 100 m           | 11,74    | 5.       | 47.      | kiesett     | kiesett     | kiesett     | kiesett  | kiesett  | kiesett  | kiesett       | kiesett       |
| Tanno Aszami                                         | 400 m           | 52,60    | 4.       | 28.      |             |             |             | kiesett  | kiesett  | kiesett  | kiesett       | kiesett       |
| Akaba Jukiko                                         | 5000 m          | 15:38,30 | 12.      | 25.      |             |             |             |          |          |          | kiesett       | kiesett       |
| Akaba Jukiko                                         | 10 000 m        |          |          |          |             |             |             |          |          |          | 32:00,37      | 20.           |
| Sibui Jóko                                           | 10 000 m        |          |          |          |             |             |             |          |          |          | 31:31,13      | 17.           |
| Fukusi Kajoko                                        | 10 000 m        |          |          |          |             |             |             |          |          |          | 31:01,14      | 11.           |
| Fukusi Kajoko                                        | 5000 m          | 15:20,46 | 10.      | 18.      |             |             |             |          |          |          | kiesett       | kiesett       |
| Kobajasi Juriko                                      | 5000 m          | 15:15,87 | 7.       | 16.      |             |             |             |          |          |          | kiesett       | kiesett       |
| Kubokura Szatomi                                     | 400 m gát       | 55,82    | 3.       | 11.      |             |             |             | 56,69    | 7.       | 15.      | kiesett       | kiesett       |
| Hajakari Minori                                      | 3000 m akadály  | 9:49,70  | 16.      | 35.      |             |             |             |          |          |          | kiesett       | kiesett       |
| Nakamura Jurika                                      | Maraton         |          |          |          |             |             |             |          |          |          | 2:30:19       | 13.           |
| Tosza Reiko                                          | Maraton         |          |          |          |             |             |             |          |          |          | nem ért célba | nem ért célba |
| Kavaszaki Majumi                                     | 20 km gyaloglás |          |          |          |             |             |             |          |          |          | 1:29:43       | 13.           |
| Konisi Szacsiko                                      | 20 km gyaloglás |          |          |          |             |             |             |          |          |          | 1:32:21       | 25.           |
| Kubokura Szatomi Tanno Aszami Kida Maju Aoki Szajaka | 4 × 400 m váltó | 3:30,52  | 8.       | 15.      |             |             |             |          |          |          | kiesett       | kiesett       |

| Versenyző    | Versenyszám | Selejtező | Selejtező | Döntő    | Döntő    |
| Versenyző    | Versenyszám | Eredmény  | Helyezés  | Eredmény | Helyezés |
| ------------ | ----------- | --------- | --------- | -------- | -------- |
| Ikeda Kumiko | Távolugrás  | 647 cm    | 19.       | kiesett  | kiesett  |

* - egy másik versenyzővel azonos időt ért el

** - két másik versenyzővel azonos időt ért el

*** - három másik versenyzővel azonos eredményt ért el

## Baseball
| #          | Poz. | Név                   | Születési idő                    | Klub                         |
| ---------- | ---- | --------------------- | -------------------------------- | ---------------------------- |
| 19         | P    | Uehara Kódzsi         | 1975. április 3. (33 évesen)     | Yomiuri Giants               |
| 11         | P    | Kavakami Kensin       | 1975. június 22. (33 évesen)     | Chunichi Dragons             |
| 13         | P    | Ivasze Hitoki         | 1974. november 10. (33 évesen)   | Chunichi Dragons             |
| 28         | P    | Fudzsikava Kjúdzsi    | 1980. július 21. (28 évesen)     | Hanshin Tigers               |
| 18         | P    | Darvís Jú             | 1986. augusztus 16. (21 évesen)  | Hokkaido Nippon Ham Fighters |
| 17         | P    | Narusze Josihisza     | 1985. október 13. (22 évesen)    | Chiba Lotte Marines          |
| 21         | P    | Vada Cujosi           | 1981. február 21. (27 évesen)    | Fukuoka Softbank Hawks       |
| 47         | P    | Szugiucsi Tosija      | 1980. október 30. (27 évesen)    | Fukuoka Softbank Hawks       |
| 15         | P    | Tanaka Maszahiro      | 1988. november 1. (19 évesen)    | Tohoku Rakuten Golden Eagles |
| 16         | P    | Vakui Hideaki         | 1986. június 21. (22 évesen)     | Saitama Seibu Lions          |
| 10         | C    | Abe Sinnoszuke        | 1979. március 20. (29 évesen)    | Yomiuri Giants               |
| 39         | C    | Jano Akihiro          | 1968. december 6. (39 évesen)    | Hanshin Tigers               |
| 22         | C    | Szatozaki Tomoja      | 1976. május 20. (32 évesen)      | Chiba Lotte Marines          |
| 2          | IF   | Araki Maszahiro       | 1977. szeptember 13. (30 évesen) | Chunichi Dragons             |
| 25         | IF   | Arai Takahiro         | 1977. január 30. (31 évesen)     | Hanshin Tigers               |
| 55         | IF   | Murata Súicsi         | 1980. december 28. (27 évesen)   | Yokohama BayStars            |
| 6          | IF   | Mijamoto Sinja        | 1970. november 5. (37 évesen)    | Tokyo Yakult Swallows        |
| 7          | IF   | Nisioka Cujosi        | 1984. július 27. (24 évesen)     | Chiba Lotte Marines          |
| 52         | IF   | Kavaszaki Munenori    | 1981. június 3. (27 évesen)      | Fukuoka Softbank Hawks       |
| 3          | IF   | Nakadzsima Hirojuki   | 1982. július 31. (26 évesen)     | Saitama Seibu Lions          |
| 31         | OF   | Morino Maszahiko      | 1982. január 5. (26 évesen)      | Chunichi Dragons             |
| 23         | OF   | Aoki Noricsika        | 1972. június 19. (36 évesen)     | Tokyo Yakult Swallows        |
| 41         | OF   | Inaba Acunori         | 1972. augusztus 3. (36 évesen)   | Hokkaido Nippon Ham Fighters |
| 46         | OF   | Szató Takahiko        | 1978. augusztus 9. (30 évesen)   | Saitama Seibu Lions          |
| Vezetőedző |      |                       |                                  |                              |
|            |      | Antonio Pacheco Massó | 1947. január 22. (61 évesen)     |                              |

- Kor: 2008. augusztus 13-i kora

### Eredmények
Csoportkör
| Csapat           | M | Gy | V | P+ | P– | Pk  |
| ---------------- | - | -- | - | -- | -- | --- |
| Dél-Korea        | 7 | 7  | 0 | 41 | 22 | +19 |
| Kuba             | 7 | 6  | 1 | 52 | 23 | +29 |
| Egyesült Államok | 7 | 5  | 2 | 40 | 22 | +18 |
| Japán            | 7 | 4  | 3 | 30 | 14 | +16 |
| Tajvan           | 7 | 2  | 5 | 29 | 33 | –4  |
| Kanada           | 7 | 2  | 5 | 29 | 20 | +9  |
| Hollandia        | 7 | 1  | 6 | 9  | 50 | –41 |
| Kína             | 7 | 1  | 6 | 14 | 60 | –46 |

| 2008. augusztus 13. 19:00 |  | Kuba | 4–2 | Japán |  |  |
| 2008. augusztus 13. 19:00 |  |      |     |       |  |  |

| 2008. augusztus 14. 20:00 |  | Tajvan | 1–6 | Japán |  |  |
| 2008. augusztus 14. 20:00 |  |        |     |       |  |  |

| 2008. augusztus 15. 19:00 |  | Japán | 6–0 | Hollandia |  |  |
| 2008. augusztus 15. 19:00 |  |       |     |           |  |  |

| 2008. augusztus 16. 19:00 |  | Japán | 3–5 | Dél-Korea |  |  |
| 2008. augusztus 16. 19:00 |  |       |     |           |  |  |

| 2008. augusztus 18. 10:30 |  | Kanada | 0–1 | Japán |  |  |
| 2008. augusztus 18. 10:30 |  |        |     |       |  |  |

| 2008. augusztus 19. 18:00 |  | Japán | 10–0 | Kína |  |  |
| 2008. augusztus 19. 18:00 |  |       |      |      |  |  |

| 2008. augusztus 20. 19:00 |  | Japán | 2–4 | Egyesült Államok |  |  |
| 2008. augusztus 20. 19:00 |  |       |     |                  |  |  |

Elődöntő
| 2008. augusztus 22. 10:30 |  | Dél-Korea | 6–2 | Japán |  |  |
| 2008. augusztus 22. 10:30 |  |           |     |       |  |  |

Bronzmérkőzés
| 2008. augusztus 23. 10:30 |  | Japán | 4–8 | Egyesült Államok |  |  |
| 2008. augusztus 23. 10:30 |  |       |     |                  |  |  |

| Csapat | Helyezés |
| ------ | -------- |
| Japán  | 4.       |

## Birkózás

### Férfi
Kötöttfogású
| Versenyző         | Versenyszám | Selejtező                          | Nyolcaddöntő                         | Negyeddöntő       | Elődöntő          | Vigaszág első kör | Vigaszág elődöntő | Bronz- mérkőzés   | Döntő             | Helyezés |
| Versenyző         | Versenyszám | Ellenfél Eredmény                  | Ellenfél Eredmény                    | Ellenfél Eredmény | Ellenfél Eredmény | Ellenfél Eredmény | Ellenfél Eredmény | Ellenfél Eredmény | Ellenfél Eredmény | Helyezés |
| ----------------- | ----------- | ---------------------------------- | ------------------------------------ | ----------------- | ----------------- | ----------------- | ----------------- | ----------------- | ----------------- | -------- |
| Szaszamoto Makoto | 60 kg       | Karen Mnacakanjan (ARM) · 2-1, 3-0 | Armen Nazarjan (BUL) · 4-0, 0-2, 0-2 | kiesett           | kiesett           |                   |                   |                   |                   | 10.      |
| Macumoto Singo    | 84 kg       | Denisz Forov (ARM) · 2-4, 0-6      | kiesett                              | kiesett           | kiesett           |                   |                   |                   |                   | 15.      |
| Kató Kenzó        | 96 kg       | Daigoro Timoncini (ITA) · 0-2, 0-6 | kiesett                              | kiesett           | kiesett           |                   |                   |                   |                   | 19.      |

Szabadfogású
| Versenyző         | Versenyszám | Selejtező                     | Nyolcaddöntő                         | Negyeddöntő                            | Elődöntő                           | Vigaszág első kör | Vigaszág elődöntő | Bronz- mérkőzés                     | Döntő                         | Helyezés |
| Versenyző         | Versenyszám | Ellenfél Eredmény             | Ellenfél Eredmény                    | Ellenfél Eredmény                      | Ellenfél Eredmény                  | Ellenfél Eredmény | Ellenfél Eredmény | Ellenfél Eredmény                   | Ellenfél Eredmény             | Helyezés |
| ----------------- | ----------- | ----------------------------- | ------------------------------------ | -------------------------------------- | ---------------------------------- | ----------------- | ----------------- | ----------------------------------- | ----------------------------- | -------- |
| Macunaga Tomohiro | 55 kg       | Adama Diatta (SEN) · 1-0, TUS | Sezer Akgül (TUR) · 5-0, 3-0         | Dilshod Mansurov (UZB) · 2-1, 0-1, 2-1 | Beszik Kuduhov (RUS) · 3-0, TUS    |                   |                   |                                     | Henry Cejudo (USA) · 2-2, 0-3 |          |
| Jumoto Kenicsi    | 60 kg       |                               | Vitalij Korjakin (TJK) · 2-2, TUS    | Jogesvar Datt (IND) · 0-1, 4-1, 2-1    | Vaszil Fedorisin (UKR) · 2-3, 0-1* |                   |                   | Bazar Bazargurujev (KGZ) · 1-0, 2-0 |                               | *        |
| Ikemacu Kazuhiko  | 66 kg       |                               | Otar Tusisvili (GEO) · 1-4, 3-0, 0-1 | kiesett                                | kiesett                            |                   |                   |                                     |                               | 13.      |

* – Vaszil Fedorisinet doppingvétség miatt utólag kizárták.

### Női
Szabadfogású
| Versenyző       | Versenyszám | Selejtező         | Nyolcaddöntő                                | Negyeddöntő                          | Elődöntő                                | Vigaszág első kör | Vigaszág elődöntő | Bronz- mérkőzés              | Döntő                             | Helyezés |
| Versenyző       | Versenyszám | Ellenfél Eredmény | Ellenfél Eredmény                           | Ellenfél Eredmény                    | Ellenfél Eredmény                       | Ellenfél Eredmény | Ellenfél Eredmény | Ellenfél Eredmény            | Ellenfél Eredmény                 | Helyezés |
| --------------- | ----------- | ----------------- | ------------------------------------------- | ------------------------------------ | --------------------------------------- | ----------------- | ----------------- | ---------------------------- | --------------------------------- | -------- |
| Icsó Csiharu    | 48 kg       |                   | Li Hsziao-mej (CHN) · 0-1, 1-0, 1-0         | Irina Merlenyi (UKR) · 0-1, 3-1, TUS | Clarissa Chun (USA) · 1-0, 0-3, 1-1     |                   |                   |                              | Carol Huynh (CAN) · 0-4, 1-2      |          |
| Josida Szaori   | 55 kg       |                   | Ida-Theres Karlsson-Nerell (SWE) · 3-1, 4-0 | Natalja Golc (RUS) · 2-1, 4-0        | Tonya Verbeek (CAN) · 2-0, 6-0          |                   |                   |                              | Hszü Li (CHN) · 2-0, TUS          |          |
| Icsó Kaori      | 63 kg       |                   | Olesya Zamula (AZE) · 2-0, 3-0              | Randi Miller (USA) · 3-0, 6-0        | Martine Dugrenier (CAN) · 1-0, 0-1, 1-1 |                   |                   |                              | Aljona Kartasova (RUS) · 1-0, 2-0 |          |
| Hamagucsi Kjóko | 72 kg       |                   | Jelena Perepjolkina (RUS) · 1-0, 0-1, 1-0   | Rosângela Conceição (BRA) · 1-0, 3-0 | Vang Csiao (CHN) · 2-5, TUS             |                   |                   | Ali Bernard (USA) · 3-0, 3-1 |                                   |          |

## Cselgáncs
Férfi
| Versenyző        | Versenyszám  | Selejtező         | 32-es főtábla                            | Nyolcaddöntő                         | Negyeddöntő                       | Elődöntő                             | Vigaszág első kör                 | Vigaszág negyeddöntő                 | Vigaszág elődöntő                  | Bronz- mérkőzés   | Döntő                               | Helyezés |
| Versenyző        | Versenyszám  | Ellenfél Eredmény | Ellenfél Eredmény                        | Ellenfél Eredmény                    | Ellenfél Eredmény                 | Ellenfél Eredmény                    | Ellenfél Eredmény                 | Ellenfél Eredmény                    | Ellenfél Eredmény                  | Ellenfél Eredmény | Ellenfél Eredmény                   | Helyezés |
| ---------------- | ------------ | ----------------- | ---------------------------------------- | ------------------------------------ | --------------------------------- | ------------------------------------ | --------------------------------- | ------------------------------------ | ---------------------------------- | ----------------- | ----------------------------------- | -------- |
| Hiraoka Hiroaki  | Légsúly      |                   | Taraje Williams-Murray (USA) · 0000-0001 | kiesett                              | kiesett                           | kiesett                              |                                   |                                      |                                    |                   |                                     | 21.      |
| Isii Szatosi     | Nehézsúly    |                   | Paolo Bianchessi (ITA) · 1011-0000       | Iszlám es-Sehábi (EGY) · 1001-0000   | Tamerlan Tmenov (RUS) · 1001-0000 | Lasa Gudzsezsiani (GEO) · 1011-0000  |                                   |                                      |                                    |                   | Abdullo Tangriyev (UZB) · 0010-0000 |          |
| Izumi Hirosi     | Középsúly    |                   | Daniel Kelly (AUS) · 0010-0000           | Andrej Kazuszjonak (BLR) · 0000-1000 | kiesett                           | kiesett                              |                                   |                                      |                                    |                   |                                     | 15.      |
| Kanamaru Júszuke | Könnyűsúly   |                   | Ali Malumát (IRI) · 0001-1001            |                                      |                                   |                                      | João Pina (POR) · 0011-0010       | Gantömörín Dasdavá (MGL) · 0100-0000 | Dirk Van Tichelt (BEL) · 0000-0211 | kiesett           |                                     | 7.       |
| Ono Takasi       | Váltósúly    |                   | Tiago Camilo (BRA) · 0000-0120           | kiesett                              | kiesett                           | kiesett                              |                                   |                                      |                                    |                   |                                     | 21.      |
| Szuzuki Keidzsi  | Félnehézsúly |                   | Najdangín Tüvsinbajar (MGL) · 0000-1000  |                                      |                                   |                                      | Benjamin Behrla (GER) · 0000-1000 | kiesett                              | kiesett                            | kiesett           |                                     | 13.      |
| Ucsisiba Maszato | Harmatsúly   |                   | Juan Jacinto (DOM) · 1001-0000           | Áras Míreszmáili (IRI) · 0020-0000   | Mirali Sharipov (UZB) · 0201-0010 | Yordanis Arencibia (CUB) · 0020-0001 |                                   |                                      |                                    |                   | Benjamin Darbelet (FRA) · 1000-0000 |          |

Női
| Versenyző        | Versenyszám  | Selejtező                          | Nyolcaddöntő                           | Negyeddöntő                                | Elődöntő                           | Vigaszág első kör | Vigaszág negyeddöntő             | Vigaszág elődöntő                 | Bronz- mérkőzés                      | Döntő                               | Helyezés |
| Versenyző        | Versenyszám  | Ellenfél Eredmény                  | Ellenfél Eredmény                      | Ellenfél Eredmény                          | Ellenfél Eredmény                  | Ellenfél Eredmény | Ellenfél Eredmény                | Ellenfél Eredmény                 | Ellenfél Eredmény                    | Ellenfél Eredmény                   | Helyezés |
| ---------------- | ------------ | ---------------------------------- | -------------------------------------- | ------------------------------------------ | ---------------------------------- | ----------------- | -------------------------------- | --------------------------------- | ------------------------------------ | ----------------------------------- | -------- |
| Nakamura Miszato | Harmatsúly   |                                    | Romy Tarangul (GER) · 0001-0000        | Ilse Heylen (BEL) · 0001-0000              | An Gume (PRK) · 0000-0001          |                   |                                  |                                   | Kim Gjongok (KOR) · 0200-0000        |                                     |          |
| Nakazava Szae    | Félnehézsúly |                                    | Lucia Morico (ITA) · 0001-0010         | kiesett                                    | kiesett                            |                   |                                  |                                   |                                      |                                     | 16.      |
| Szató Aiko       | Könnyűsúly   |                                    | Kifayət Qasımova (AZE) · 1001-0100     | Hszü Jen (CHN) · 0002-0010                 |                                    |                   | Nina Koivumäki (FIN) · 1011-0000 | Ketleyn Quadros (BRA) · 0000-1000 | kiesett                              |                                     | 7.       |
| Tani Rjóko       | Légsúly      | Sayaka Matsumoto (USA) · 0020-0000 | Vu Su-ken (CHN) · 0100-0000            | Paula Pareto (ARG) · 0001-0000             | Alina Dumitru (ROU) · 0010-0100    |                   |                                  |                                   | Ljudmila Bogdanova (RUS) · 1000-0000 |                                     |          |
| Tanimoto Ajumi   | Váltósúly    |                                    | Isis Barreto (VEN) · 1000-0000         | Kong Dzsajong (KOR) · 1000-0001            | Driulis González (CUB) · 1011-0000 |                   |                                  |                                   |                                      | Lucie Décosse (FRA) · 1000-0000     |          |
| Cukada Maki      | Nehézsúly    |                                    | Anne-Sophie Monidère (FRA) · 1000-0001 | Vanessa Martina Zambotti (MEX) · 1000-0000 | Lucija Polavder (SLO) · 1010-0000  |                   |                                  |                                   |                                      | Tung Ven (CHN) · 0010-1001          |          |
| Ueno Maszae      | Középsúly    | Pak Kajon (KOR) · 1010-0000        | Vang Csüan (CHN) · 1011-0001           | Mészáros Anett (HUN) · 0200-0000           | Edith Bosch (NED) · 0110-0001      |                   |                                  |                                   |                                      | Anaisis Hernández (CUB) · 1000-0000 |          |

## Evezés
Férfi
| Versenyző                    | Versenyszám              | Előfutam | Előfutam | Vigaszág | Vigaszág | Elődöntő | Elődöntő | Elődöntő | Döntő | Döntő   | Döntő | Helyezés |
| Versenyző                    | Versenyszám              | Idő      | Hely.    | Idő      | Hely.    | Típus    | Idő      | Hely.    | Típus | Idő     | Hely. | Helyezés |
| ---------------------------- | ------------------------ | -------- | -------- | -------- | -------- | -------- | -------- | -------- | ----- | ------- | ----- | -------- |
| Ura Kazusige Takeda Daiszaku | Könnyűsúlyú kétpárevezős | 6:24,21  | 4.       | 6:43,03  | 3.       | C/D      | 6:29,30  | 1.       | C     | 6:23,02 | 1.    | 13.      |

Női
| Versenyző                      | Versenyszám              | Előfutam | Előfutam | Vigaszág | Vigaszág | Elődöntő | Elődöntő | Elődöntő | Döntő | Döntő   | Döntő | Helyezés |
| Versenyző                      | Versenyszám              | Idő      | Hely.    | Idő      | Hely.    | Típus    | Idő      | Hely.    | Típus | Idő     | Hely. | Helyezés |
| ------------------------------ | ------------------------ | -------- | -------- | -------- | -------- | -------- | -------- | -------- | ----- | ------- | ----- | -------- |
| Kumakura Miszaki Ivamoto Akiko | Könnyűsúlyú kétpárevezős | 7:05,67  | 3.       | 7:30,92  | 3.       | A/B      | 7:16,13  | 6.       | B     | 7:08,49 | 3.    | 9.       |

## Gyeplabda

### Női
| #               | Név              |         |         |         |         |         |         |         |
| Kapusok         | Kapusok          | Kapusok | Kapusok | Kapusok | Kapusok | Kapusok | Kapusok | Kapusok |
| --------------- | ---------------- | ------- | ------- | ------- | ------- | ------- | ------- | ------- |
| 1               | Okamura Ikuko    |         |         |         |         |         |         |         |
| 22              | Josikava Juka    |         |         |         |         |         |         |         |
| Mezőnyjátékosok |                  |         |         |         |         |         |         |         |
| 2               | Miura Keiko      |         |         |         |         |         |         |         |
| 4               | Ono Majumi       |         |         |         |         |         |         |         |
| 5               | Kimura Csie      |         |         |         |         |         |         |         |
| 6               | Komazava Rika    |         |         |         |         |         |         |         |
| 7               | Nakagava Mijuki  |         |         |         |         |         |         |         |
| 8               | Morimoto Szakae  |         |         |         |         |         |         |         |
| 9               | Csiba Kaori      |         |         |         |         |         |         |         |
| 10              | Jamamoto Jukari  |         |         |         |         |         |         |         |
| 11              | Cukui Tosie      |         |         |         |         |         |         |         |
| 13              | Ivao Szacsimi    |         |         |         |         |         |         |         |
| 14              | Kató Akemi (CSK) |         |         |         |         |         |         |         |
| 15              | Komori Tomomi    |         |         |         |         |         |         |         |
| 18              | Ozava Miszaki    |         |         |         |         |         |         |         |
| 20              | Kozakura Csinami |         |         |         |         |         |         |         |
| Tartalékok      |                  |         |         |         |         |         |         |         |
| 3               | Szuva Hikari     |         |         |         |         |         |         |         |
| 19              | Urata Nicsika    |         |         |         |         |         |         |         |
| Vezetőedző      |                  |         |         |         |         |         |         |         |
|                 | Yoo Seung-Jin    |         |         |         |         |         |         |         |

#### Eredmények
Csoportkör
B csoport
| Csapat                 | M | Gy | D | V | G+ | G– | Gk | P  |
| ---------------------- | - | -- | - | - | -- | -- | -- | -- |
| Németország (GER)      | 5 | 4  | 0 | 1 | 12 | 8  | +4 | 12 |
| Argentína (ARG)        | 5 | 3  | 2 | 0 | 13 | 7  | +6 | 11 |
| Nagy-Britannia (GBR)   | 5 | 2  | 2 | 1 | 7  | 9  | –2 | 8  |
| Egyesült Államok (USA) | 5 | 1  | 3 | 1 | 9  | 8  | +1 | 6  |
| Japán (JPN)            | 5 | 1  | 1 | 3 | 5  | 7  | –2 | 4  |
| Új-Zéland (NZL)        | 5 | 0  | 0 | 5 | 6  | 13 | –7 | 0  |

| 2008. augusztus 10. 08:30 | Japán (JPN)              | 2–1               | Új-Zéland (NZL) | Játékvezetők: Lee Keum-Ju (KOR), Minka Woolley (AUS) |
| 2008. augusztus 10. 08:30 | Morimoto 12' · Cukui 17' | (1–1) Jegyzőkönyv | Claxton 25'     | Játékvezetők: Lee Keum-Ju (KOR), Minka Woolley (AUS) |
| 2008. augusztus 10. 08:30 | Ozava 62' Cukui 70'      | Büntetések        |                 | Játékvezetők: Lee Keum-Ju (KOR), Minka Woolley (AUS) |

| 2008. augusztus 12. 18:00 | Egyesült Államok (USA) | 1–1               | Japán (JPN)                    | Játékvezetők: Sarah Garnett (NZL), Lisa Roach (AUS) |
| 2008. augusztus 12. 18:00 | Barber 58'             | (0–1) Jegyzőkönyv | Csiba 12'                      | Játékvezetők: Sarah Garnett (NZL), Lisa Roach (AUS) |
| 2008. augusztus 12. 18:00 |                        | Büntetések        | Jamamoto 25' Ivao 33' Kató 46' | Játékvezetők: Sarah Garnett (NZL), Lisa Roach (AUS) |

| 2008. augusztus 14. 18:30 | Japán (JPN) | 1–2               | Argentína (ARG)                  | Játékvezetők: Miao Lin (CHN), Gina Spitaleri (ITA) |
| 2008. augusztus 14. 18:30 | Miura 64'   | (0–0) Jegyzőkönyv | Gulla 38' · Burkart 51'          | Játékvezetők: Miao Lin (CHN), Gina Spitaleri (ITA) |
| 2008. augusztus 14. 18:30 |             | Büntetések        | Aymar 12' Luchetti 57' Gulla 68' | Játékvezetők: Miao Lin (CHN), Gina Spitaleri (ITA) |

| 2008. augusztus 16. 20:30 | Nagy-Britannia (GBR)                  | 2–1               | Japán (JPN)  | Játékvezetők: Minka Woolley (AUS), Carol Metchette (IRL) |
| 2008. augusztus 16. 20:30 | Panter 32' · Cullen 70'               | (1–0) Jegyzőkönyv | Miura 58'    | Játékvezetők: Minka Woolley (AUS), Carol Metchette (IRL) |
| 2008. augusztus 16. 20:30 | Rogers 12' 47' Walsh 41' Craddock 66' | Büntetések        | Komazava 27' | Játékvezetők: Minka Woolley (AUS), Carol Metchette (IRL) |

| 2008. augusztus 18. 08:30 | Németország (GER) | 1–0               | Japán (JPN) | Játékvezetők: Julie Ashton-Lucy (AUS), Miao Lin (CHN) |
| 2008. augusztus 18. 08:30 | Beermann 40'      | (0–0) Jegyzőkönyv |             | Játékvezetők: Julie Ashton-Lucy (AUS), Miao Lin (CHN) |
| 2008. augusztus 18. 08:30 |                   | Büntetések        | Ivao 61'    | Játékvezetők: Julie Ashton-Lucy (AUS), Miao Lin (CHN) |

A 9. helyért
| 2008. augusztus 20. 08:30 | Dél-Korea (KOR)                 | 2–1               | Japán (JPN)  | Játékvezetők: Gina Spitaleri (ITA), Lisa Roach (AUS) |
| 2008. augusztus 20. 08:30 | Pak Csongszuk 12', 49'          | (1–0) Jegyzőkönyv | Komazava 43' | Játékvezetők: Gina Spitaleri (ITA), Lisa Roach (AUS) |
| 2008. augusztus 20. 08:30 | I Szonok 27' Kim Dzsingjong 67' | Büntetések        |              | Játékvezetők: Gina Spitaleri (ITA), Lisa Roach (AUS) |

| Csapat      | Helyezés |
| ----------- | -------- |
| Japán (JPN) | 10.      |

## Íjászat
Férfi
| Versenyző         | Versenyszám | Selejtező | Selejtező | 64-es főtábla                                   | 32-es főtábla                         | Nyolcaddöntő                                | Negyeddöntő                       | Elődöntő          | Döntő             | Helyezés |
| Versenyző         | Versenyszám | Pont      | Kiemelt   | Ellenfél Eredmény                               | Ellenfél Eredmény                     | Ellenfél Eredmény                           | Ellenfél Eredmény                 | Ellenfél Eredmény | Ellenfél Eredmény | Helyezés |
| ----------------- | ----------- | --------- | --------- | ----------------------------------------------- | ------------------------------------- | ------------------------------------------- | --------------------------------- | ----------------- | ----------------- | -------- |
| Furukava Takaharu | Egyéni      | 663       | 17.       | Makszim Kunda (BLR) (48.) · 111 (+18)-111 (+19) | kiesett                               | kiesett                                     | kiesett                           | kiesett           | kiesett           | 33.*     |
| Morija Rjúicsi    | Egyéni      | 661       | 22.       | Piotr Piątek (POL) (43.) · 109 (+10)-109 (+9)   | Wang Cheng-Pang (TPE) (11.) · 114-109 | Balzsinyima Cirempilov (RUS) (6.) · 113-110 | Viktor Ruban (UKR) (3.) · 106-115 | kiesett           | kiesett           | 6.*      |

Női
| Versenyző                                    | Versenyszám | Selejtező | Selejtező | 64-es főtábla                                     | 32-es főtábla                          | Nyolcaddöntő                                                                        | Negyeddöntő                                                                                 | Elődöntő          | Döntő             | Helyezés |
| Versenyző                                    | Versenyszám | Pont      | Kiemelt   | Ellenfél Eredmény                                 | Ellenfél Eredmény                      | Ellenfél Eredmény                                                                   | Ellenfél Eredmény                                                                           | Ellenfél Eredmény | Ellenfél Eredmény | Helyezés |
| -------------------------------------------- | ----------- | --------- | --------- | ------------------------------------------------- | -------------------------------------- | ----------------------------------------------------------------------------------- | ------------------------------------------------------------------------------------------- | ----------------- | ----------------- | -------- |
| Hajakava Nami                                | Egyéni      | 649       | 9.        | Élena Muszikú (CYP) (56.) · 112-103               | Jennifer Nichols (USA) (24.) · 105-103 | Naomi Folkard (GBR) (8.) · 106-97                                                   | Pak Szonghjon (KOR) (1.) · 103-112                                                          | kiesett           | kiesett           | 6.       |
| Hajasi Júki                                  | Egyéni      | 616       | 48.       | Krisztine Eszebua (GEO) (17.) · 102 (+8)-102 (+9) | kiesett                                | kiesett                                                                             | kiesett                                                                                     | kiesett           | kiesett           | 45.**    |
| Kitabatake Szajoko                           | Egyéni      | 616       | 46.       | Justyna Mospinek (POL) (19.) · 103-101            | Bérengère Schuh (FRA) (14.) · 100-112  | kiesett                                                                             | kiesett                                                                                     | kiesett           | kiesett           | 29.      |
| Hajakava Nami Hajasi Júki Kitabatake Szajoko | Csapat      | 1881      | 7.        |                                                   |                                        | Kolumbia (COL) · Ana María Rendón · Sigrid Romero · Natalia Sánchez (10.) · 206-199 | Nagy-Britannia (GBR) · Charlotte Burgess · Naomi Folkard · Alison Williamson (2.) · 196-201 | kiesett           | kiesett           | 8.       |

* - egy másik versenyzővel azonos eredményt ért el

** - két másik versenyzővel azonos eredményt ért el

## Kajak-kenu

### Síkvízi
Női
| Versenyző                                               | Versenyszám        | Előfutam | Előfutam | Előfutam | Elődöntő | Elődöntő | Elődöntő | Döntő    | Döntő    |
| Versenyző                                               | Versenyszám        | Idő      | Hely.    | Össz.    | Idő      | Hely.    | Össz.    | Idő      | Helyezés |
| ------------------------------------------------------- | ------------------ | -------- | -------- | -------- | -------- | -------- | -------- | -------- | -------- |
| Kitamoto Sinobu                                         | Kajak egyes 500 m  | 1:52,148 | 4.       | 13.      | 2:01,105 | 9.       | 17.      | kiesett  | kiesett  |
| Kitamoto Sinobu Takeja Mikiko                           | Kajak kettes 500 m | 1:46,980 | 6.       | 10.*     | 1:43,541 | 1.       | 1.       | 1:43,291 | 5.       |
| Kitamoto Sinobu Kuno Ajaka Takeja Mikiko Szuzuki Jumiko | Kajak négyes 500 m | 1:38,618 | 5.       | 9.       | 1:37,449 | 2.       | 2.       | 1:36,465 | 6.       |

* - egy másik párossal azonos eredményt értek el

### Szlalom
Férfi
| Versenyző                       | Versenyszám | Selejtező | Selejtező | Selejtező | Selejtező | Selejtező  | Selejtező  | Elődöntő | Elődöntő | Döntő   | Döntő   | Összesítés | Összesítés |
| Versenyző                       | Versenyszám | 1. futam  | 1. futam  | 2. futam  | 2. futam  | Összesítés | Összesítés | Elődöntő | Elődöntő | Döntő   | Döntő   | Összesítés | Összesítés |
| Versenyző                       | Versenyszám | Pont      | Hely.     | Pont      | Hely.     | Pont       | Hely.      | Pont     | Hely.    | Pont    | Hely.   | Pont       | Helyezés   |
| ------------------------------- | ----------- | --------- | --------- | --------- | --------- | ---------- | ---------- | -------- | -------- | ------- | ------- | ---------- | ---------- |
| Haneda Takuja                   | Kenu egyes  | 94,08     | 13.       | 92,24     | 14.       | 186,32     | 14.        | kiesett  | kiesett  | kiesett | kiesett | kiesett    | kiesett    |
| Jazava Kazuki                   | Kajak egyes | 89,82     | 19.       | 90,05     | 18.       | 179,87     | 18.        | kiesett  | kiesett  | kiesett | kiesett | kiesett    | kiesett    |
| Szanma Maszatosi Nagao Hirojuki | Kenu kettes | 99,47     | 8.        | 113,09    | 10.       | 212,56     | 10.        | 110,10   | 9.       | kiesett | kiesett | kiesett    | kiesett    |

Női
| Versenyző       | Versenyszám | Selejtező | Selejtező | Selejtező | Selejtező | Selejtező  | Selejtező  | Elődöntő | Elődöntő | Döntő  | Döntő | Összesítés | Összesítés |
| Versenyző       | Versenyszám | 1. futam  | 1. futam  | 2. futam  | 2. futam  | Összesítés | Összesítés | Elődöntő | Elődöntő | Döntő  | Döntő | Összesítés | Összesítés |
| Versenyző       | Versenyszám | Pont      | Hely.     | Pont      | Hely.     | Pont       | Hely.      | Pont     | Hely.    | Pont   | Hely. | Pont       | Helyezés   |
| --------------- | ----------- | --------- | --------- | --------- | --------- | ---------- | ---------- | -------- | -------- | ------ | ----- | ---------- | ---------- |
| Takesita Jurika | Kajak egyes | 111,63    | 14.       | 113,08    | 18.       | 224,71     | 15.        | 107,86   | 6.       | 111,44 | 5.    | 219,30     | 4.         |

## Kerékpározás

### BMX
| Versenyző         | Versenyszám | Selejtező | Selejtező | Negyeddöntő | Negyeddöntő | Elődöntő | Elődöntő | Döntő   | Döntő    |
| Versenyző         | Versenyszám | Idő       | Helyezés  | Pont        | Helyezés    | Pont     | Helyezés | Pont    | Helyezés |
| ----------------- | ----------- | --------- | --------- | ----------- | ----------- | -------- | -------- | ------- | -------- |
| Szakamoto Akifumi | Férfi       | 40,548    | 32.       | 19          | 7.          | kiesett  | kiesett  | kiesett | kiesett  |

### Hegyi-kerékpározás
| Versenyző      | Versenyszám        | Idő           | Helyezés |
| -------------- | ------------------ | ------------- | -------- |
| Jamamoto Kóhei | Férfi terepverseny | 3 kör hátrány | 46.      |
| Katajama Rie   | Női terepverseny   | 1 kör hátrány | 20.      |

### Országúti kerékpározás
Férfi
| Versenyző       | Versenyszám   | Idő                   | Helyezés      |
| --------------- | ------------- | --------------------- | ------------- |
| Mijazava Takasi | Mezőnyverseny | 6:55:24 (+31:35)      | 85.           |
| Beppu Fumijuki  | Mezőnyverseny | nem ért célba         | nem ért célba |
| Beppu Fumijuki  | Időfutam      | 1:11:05,14 (+8:53,71) | 38.           |

Női
| Versenyző | Versenyszám   | Idő             | Helyezés |
| --------- | ------------- | --------------- | -------- |
| Oki Miho  | Mezőnyverseny | 3:33:17 (+0:53) | 31.      |

### Pálya-kerékpározás
Sprintversenyek
| Versenyző                                          | Versenyszám         | Selejtező | Selejtező | 1. forduló                      | Vigaszág                                                         | Vigaszág | 2. forduló               | Vigaszág                                        | Vigaszág | 9–12. helyért                                                                           | 9–12. helyért | 5–8. helyért           | 5–8. helyért | Elődöntő                                                                  | Döntő                | Helyezés |
| Versenyző                                          | Versenyszám         | Idő       | Hely.     | Ellenfél Győztes idő            | Ellenfelek Győztes idő                                           | Hely.    | Ellenfél Győztes idő     | Ellenfelek Győztes idő                          | Hely.    | Ellenfelek Győztes idő                                                                  | Hely.         | Ellenfelek Győztes idő | Hely.        | Ellenfél Győztes idő                                                      | Ellenfél Győztes idő | Helyezés |
| -------------------------------------------------- | ------------------- | --------- | --------- | ------------------------------- | ---------------------------------------------------------------- | -------- | ------------------------ | ----------------------------------------------- | -------- | --------------------------------------------------------------------------------------- | ------------- | ---------------------- | ------------ | ------------------------------------------------------------------------- | -------------------- | -------- |
| Kitacuru Cubasza                                   | Férfi egyéni sprint | 10,391    | 14.       | Mickael Bourgain (FRA) · 10,562 | Mohd Azizulhasni Awang (MAS) · Łukasz Kwiatkowski (POL) · 10,959 | 2.       | kiesett                  | kiesett                                         | kiesett  | kiesett                                                                                 | kiesett       | kiesett                | kiesett      | kiesett                                                                   | kiesett              | 14.      |
| Vatanabe Kazunari                                  | Férfi egyéni sprint | 10,346    | 11.       | Roberto Chiappa (ITA) · 10,786  | Michael Blatchford (USA) · Csang Lej (CHN) · 10,965              | 1.       | Chris Hoy (GBR) · 10,636 | Kévin Sireau (FRA) · Ryan Bayley (AUS) · 10,570 | 2.       | Stefan Nimke (GER) · Roberto Chiappa (ITA) · Ryan Bayley (AUS) · 11,051                 | 4.            |                        |              |                                                                           |                      | 12.      |
| Cukuda Szakie                                      | Női egyéni sprint   | 12,134    | 12.       | Vicki Pendleton (GBR) · 11,736  | Natallja Cilinszkaja (BLR) · Lisandra Guerra (CUB) · 11,871      | 3.       |                          |                                                 |          | Szvetlana Grankovszkaja (RUS) · Lisandra Guerra (CUB) · Yvonne Hijgenaar (NED) · 12,192 | 4.            |                        |              |                                                                           |                      | 12.      |
| Nagai Kijofumi Nagacuka Tomohiro Vatanabe Kazunari | Férfi csapatsprint  | 44,454    | 6.        |                                 |                                                                  |          |                          |                                                 |          |                                                                                         |               |                        |              | Németország (GER) · René Enders · Maximilian Levy · Stefan Nimke · 43,699 | kiesett              | 6.       |

Keirin
| Versenyző      | Versenyszám  | 1. forduló | Vigaszág | 2. forduló | Döntő    | Helyezés |
| Versenyző      | Versenyszám  | Helyezés   | Helyezés | Helyezés   | Helyezés | Helyezés |
| -------------- | ------------ | ---------- | -------- | ---------- | -------- | -------- |
| Fusimi Tosiaki | Férfi keirin | 3.         | 4.       | kiesett    | kiesett  | 21.      |
| Nagai Kijofumi | Férfi keirin | 3.         | 1.       | 2.         | 3.       |          |

Pontversenyek
| Név             | Versenyszám       | Pont          | Helyezés      |
| --------------- | ----------------- | ------------- | ------------- |
| Iidzsima Makoto | Férfi pontverseny | 23            | 8.            |
| Vadami Szatomi  | Női pontverseny   | nem ért célba | nem ért célba |

## Labdarúgás

### Férfi
| #                   | Név                  | Klub               | Születési idő                    | Mérkőzésszám | Gól     | Sárga lap | sárga lap · 2. sárga lap · kiállítva | kiállítva |
| Kapusok             | Kapusok              | Kapusok            | Kapusok                          | Kapusok      | Kapusok | Kapusok   | Kapusok                              | Kapusok   |
| ------------------- | -------------------- | ------------------ | -------------------------------- | ------------ | ------- | --------- | ------------------------------------ | --------- |
| 1                   | Nisikava Súszaku     | Óita Trinita       | 1986. június 18. (22 évesen)     | 3            | 0       | 0         | 0                                    | 0         |
| 18                  | Jamamoto Kaito       | Simizu S-Pulse     | 1985. július 10. (23 évesen)     | 0            | 0       | 0         | 0                                    | 0         |
| Hátvédek            |                      |                    |                                  |              |         |           |                                      |           |
| 3                   | Josida Maja          | Nagoja Grampus     | 1988. augusztus 24. (19 évesen)  | 1            | 0       | 0         | 0                                    | 0         |
| 4                   | Mizumoto Hiroki (C)  | Szanga Kióto       | 1985. szeptember 12. (22 évesen) | 3            | 0       | 0         | 0                                    | 0         |
| 5                   | Nagatomo Júto        | FC Tokió           | 1986. szeptember 12. (21 évesen) | 2            | 0       | 0         | 0                                    | 0         |
| 6                   | Morisige Maszato     | Óita Trinita       | 1987. május 21. (21 évesen)      | 3            | 0       | 0         | 0                                    | 0         |
| 7                   | Ucsida Acuto         | Kasima Antlers     | 1988. március 27. (20 évesen)    | 2            | 0       | 0         | 0                                    | 0         |
| 13                  | Jaszuda Micsihiro    | Gamba Oszaka       | 1987. december 20. (20 évesen)   | 1            | 0       | 0         | 0                                    | 0         |
| Középpályások       |                      |                    |                                  |              |         |           |                                      |           |
| 2                   | Hoszogai Hadzsime    | Urava Red Diamonds | 1986. június 10. (22 évesen)     | 2            | 0       | 1         | 0                                    | 0         |
| 8                   | Honda Keiszuke       | VVV-Venlo          | 1986. június 13. (22 évesen)     | 3            | 0       | 1         | 0                                    | 0         |
| 10                  | Kadzsijama Jóhei     | FC Tokió           | 1985. szeptember 24. (22 évesen) | 2(1)         | 0       | 0         | 0                                    | 0         |
| 12                  | Tanigucsi Hirojuki   | Kavaszaki Frontale | 1985. június 27. (23 évesen)     | 3            | 0       | 0         | 0                                    | 0         |
| 14                  | Kagava Sindzsi       | Cerezo Oszaka      | 1989. március 17. (19 évesen)    | 2(1)         | 0       | 0         | 0                                    | 0         |
| 16                  | Honda Takuja         | Simizu S-Pulse     | 1985. április 17. (23 évesen)    | 2            | 0       | 2         | 0                                    | 0         |
| Csatárok            |                      |                    |                                  |              |         |           |                                      |           |
| 9                   | Tojoda Jóhei         | Montedio Jamagata  | 1985. április 11. (23 évesen)    | 1(2)         | 1       | 1         | 0                                    | 0         |
| 11                  | Okazaki Sindzsi      | Simizu S-Pulse     | 1986. április 16. (22 évesen)    | 1(2)         | 0       | 0         | 0                                    | 0         |
| 15                  | Morimoto Takajuki    | Catania            | 1988. május 7. (20 évesen)       | 1(1)         | 0       | 0         | 0                                    | 0         |
| 17                  | Rí Tadanari          | Kasiva Reysol      | 1985. december 19. (22 évesen)   | 1(2)         | 0       | 0         | 0                                    | 0         |
| Szövetségi kapitány |                      |                    |                                  |              |         |           |                                      |           |
|                     | Szorimacsi Jaszuharu |                    | 1964. március 8. (44 évesen)     |              |         |           |                                      |           |

- Kor: 2008. augusztus 7-i kora

#### Eredmények
B csoport
| Nemzet                 | M | Gy | D | V | G+ | G- | Gk | P |
| ---------------------- | - | -- | - | - | -- | -- | -- | - |
| Nigéria (NGR)          | 3 | 2  | 1 | 0 | 4  | 2  | +2 | 7 |
| Hollandia (NED)        | 3 | 1  | 2 | 0 | 3  | 2  | +1 | 5 |
| Egyesült Államok (USA) | 3 | 1  | 1 | 1 | 4  | 4  | 0  | 4 |
| Japán (JPN)            | 3 | 0  | 0 | 3 | 1  | 4  | –3 | 0 |

| 2008. augusztus 7. 17:00 |

| Japán (JPN) | 0–1               | Egyesült Államok (USA) |
| ----------- | ----------------- | ---------------------- |
|             | (0–0) Jegyzőkönyv | Holden 47'             |

| Tiencsini Olimpiai Stadion, Tiencsin Nézőszám: 57 102 Játékvezető: Badara Diatta (szenegáli) |

| 2008. augusztus 10. 17:00 |

| Nigéria (NGR)           | 2–1               | Japán (JPN) |
| ----------------------- | ----------------- | ----------- |
| Obinna 58' Anichebe 74' | (0–0) Jegyzőkönyv | Tojoda 79'  |

| Tiencsini Olimpiai Stadion, Tiencsin Nézőszám: 42 592 Játékvezető: Maszud Morádi (iráni) |

| 2008. augusztus 13. 17:00 |

| Hollandia (NED)      | 1–0               | Japán (JPN) |
| -------------------- | ----------------- | ----------- |
| Sibon 73' (11-esből) | (0–0) Jegyzőkönyv |             |

| Senjangi Olimpiai Stadion, Senjang Nézőszám: 38 790 Játékvezető: Héctor Baldassi (argentin) |

| Csapat      | Helyezés |
| ----------- | -------- |
| Japán (JPN) | 15.      |

### Női
| #                   | Név               | Klub                      | Születési idő                   | Mérkőzésszám | Gól     | Sárga lap | sárga lap · 2. sárga lap · kiállítva | kiállítva |
| Kapusok             | Kapusok           | Kapusok                   | Kapusok                         | Kapusok      | Kapusok | Kapusok   | Kapusok                              | Kapusok   |
| ------------------- | ----------------- | ------------------------- | ------------------------------- | ------------ | ------- | --------- | ------------------------------------ | --------- |
| 1                   | Fukumoto Miho     | Okajama Junogo Belle      | 1983. október 2. (24 évesen)    | 6            | 0       | 0         | 0                                    | 0         |
| 18                  | Kaihori Ajumi     | INAC Leonessa             | 1986. szeptember 4. (21 évesen) | 0            | 0       | 0         | 0                                    | 0         |
| Hátvédek            |                   |                           |                                 |              |         |           |                                      |           |
| 2                   | Kinga Jukari      | NTV Beleza                | 1984. május 2. (24 évesen)      | 6            | 1       | 1         | 0                                    | 0         |
| 3                   | Ikeda Hiromi (C)  | Taszaki Perule            | 1975. december 22. (32 évesen)  | 5            | 0       | 0         | 0                                    | 0         |
| 4                   | Ivasimizu Azusza  | NTV Beleza                | 1986. október 14. (21 évesen)   | 6            | 0       | 1         | 0                                    | 0         |
| 7                   | Andó Kozue        | Urava Red Diamonds Ladies | 1982. július 9. (43 éves)       | 5            | 0       | 0         | 0                                    | 0         |
| 14                  | Jano Kjóko        | Urava Red Diamonds Ladies | 1984. június 3. (24 évesen)     | 5            | 0       | 0         | 0                                    | 0         |
| Középpályások       |                   |                           |                                 |              |         |           |                                      |           |
| 5                   | Janagita Mijuki   | Urava Red Diamonds Ladies | 1981. április 11. (27 évesen)   | 2(1)         | 0       | 0         | 0                                    | 0         |
| 6                   | Kató Tomoe        | NTV Beleza                | 1978. május 27. (30 évesen)     | (1)          | 0       | 0         | 0                                    | 0         |
| 8                   | Mijama Aja        | Okajama Junogo Belle      | 1985. január 28. (23 évesen)    | 6            | 1       | 0         | 0                                    | 0         |
| 10                  | Szava Homare      | NTV Beleza                | 1978. szeptember 6. (29 évesen) | 6            | 3       | 1         | 0                                    | 0         |
| 13                  | Hara Ajumi        | INAC Leonessa             | 1979. február 21. (29 évesen)   | 1(3)         | 1       | 0         | 0                                    | 0         |
| 15                  | Szakagucsi Mizuho | Taszaki Perule            | 1987. október 15. (20 évesen)   | 6            | 0       | 1         | 0                                    | 0         |
| 16                  | Ucugi Rumi        | NTV Beleza                | 1988. december 5. (19 évesen)   | (1)          | 0       | 0         | 0                                    | 0         |
| Csatárok            |                   |                           |                                 |              |         |           |                                      |           |
| 9                   | Arakava Eriko     | NTV Beleza                | 1979. október 30. (28 évesen)   | (5)          | 1       | 0         | 0                                    | 0         |
| 11                  | Óno Sinobu        | NTV Beleza                | 1984. január 23. (24 évesen)    | 6            | 2       | 0         | 0                                    | 0         |
| 12                  | Marujama Karina   | TEPCO Mareeze             | 1983. március 26. (25 évesen)   | (6)          | 0       | 0         | 0                                    | 0         |
| 17                  | Nagaszato Juki    | NTV Beleza                | 1987. július 15. (21 évesen)    | 6            | 1       | 1         | 0                                    | 0         |
| Szövetségi kapitány |                   |                           |                                 |              |         |           |                                      |           |
|                     | Szaszaki Norio    |                           | 1958. május 28. (50 évesen)     |              |         |           |                                      |           |

- Kor: 2008. augusztus 6-i kora

#### Eredmények
G csoport
| Nemzet                 | M | Gy | D | V | G+ | G- | Gk | P |
| ---------------------- | - | -- | - | - | -- | -- | -- | - |
| Egyesült Államok (USA) | 3 | 2  | 0 | 1 | 5  | 2  | +3 | 6 |
| Norvégia (NOR)         | 3 | 2  | 0 | 1 | 4  | 5  | –1 | 6 |
| Japán (JPN)            | 3 | 1  | 1 | 1 | 7  | 4  | +3 | 4 |
| Új-Zéland (NZL)        | 3 | 0  | 1 | 2 | 2  | 7  | –5 | 1 |

| 2008. augusztus 6. 17:00 |

| Japán (JPN)                     | 2–2               | Új-Zéland (NZL)                 |
| ------------------------------- | ----------------- | ------------------------------- |
| Mijama 72' (11-esből) Szava 86' | (0–1) Jegyzőkönyv | Yallop 37' Hearn 56' (11-esből) |

| Csinhuangtaói Olimpiai Stadion, Csinhuangtao Nézőszám: 10 270 Játékvezető: Deidre Mitchell (dél-afrikai) |

| 2008. augusztus 9. 17:00 |

| Egyesült Államok (USA) | 1–0               | Japán (JPN) |
| ---------------------- | ----------------- | ----------- |
| Lloyd 27'              | (1–0) Jegyzőkönyv |             |

| Csinhuangtaói Olimpiai Stadion, Csinhuangtao Nézőszám: 16 912 Játékvezető: Pannipan Kamnüng (thaiföldi) |

| 2008. augusztus 12. 19:45 |

| Norvégia (NOR) | 1–5               | Japán (JPN)                                              |
| -------------- | ----------------- | -------------------------------------------------------- |
| Knutsen 27'    | (1–1) Jegyzőkönyv | Kinga 31' Følstad 51' (öngól) Óno 52' Szava 70' Hara 83' |

| Sanghaj Stadion, Sanghaj Nézőszám: 16 872 Játékvezető: Shane de Silva (Trinidad és Tobagó-i) |

Negyeddöntő
| 2008. augusztus 15. 21:00 |

| Kína (CHN) | 0–2               | Japán (JPN)             |
| ---------- | ----------------- | ----------------------- |
|            | (0–1) Jegyzőkönyv | Szava 15' Nagaszato 80' |

| Csinhuangtaói Olimpiai Stadion, Csinhuangtao Nézőszám: 28 459 Játékvezető: Christine Beck (német) |

Elődöntő
| 2008. augusztus 18. 21:00 |

| Japán (JPN)           | 2–4               | Egyesült Államok (USA)                   |
| --------------------- | ----------------- | ---------------------------------------- |
| Óno 17' Arakava 90+3' | (1–2) Jegyzőkönyv | Hucles 41' 81' Chalupny 44' O’Reilly 71' |

| Munkás Stadion, Peking Nézőszám: 50 937 Játékvezető: Nicole Petignat (svájci) |

Bronzmérkőzés
| 2008. augusztus 21. 18:00 |

| Németország (GER) | 2–0               | Japán (JPN) |
| ----------------- | ----------------- | ----------- |
| Bajramaj 69' 87'  | (0–0) Jegyzőkönyv |             |

| Munkás Stadion, Peking Nézőszám: 49 285 Játékvezető: Estela Álvarez (argentin) |

| Csapat      | Helyezés |
| ----------- | -------- |
| Japán (JPN) | 4.       |

## Lovaglás
Díjlovaglás
| Versenyző                           | Ló                      | Versenyszám | 1. kör | 1. kör | 2. kör  | 2. kör  | 3. kör  | 3. kör  | Végeredmény | Végeredmény |
| Versenyző                           | Ló                      | Versenyszám | Pont   | Hely.  | Pont    | Hely.   | Pont    | Hely.   | Pont        | Helyezés    |
| ----------------------------------- | ----------------------- | ----------- | ------ | ------ | ------- | ------- | ------- | ------- | ----------- | ----------- |
| Hokecu Hirosi                       | Whisper                 | Egyéni      | 62,542 | 34.*   | kiesett | kiesett | kiesett | kiesett | kiesett     | kiesett     |
| Kitai Júko                          | Rambo                   | Egyéni      | 59,250 | 44.    | kiesett | kiesett | kiesett | kiesett | kiesett     | kiesett     |
| Jagi Mieko                          | Dow Jones               | Egyéni      | 60,167 | 41.    | kiesett | kiesett | kiesett | kiesett | kiesett     | kiesett     |
| Kitai Júko Jagi Mieko Hokecu Hirosi | Rambo Dow Jones Whisper | Csapat      |        |        |         |         |         |         | 60,653      | 9.          |

Díjugratás
| Versenyző       | Ló         | Versenyszám | Selejtező | Selejtező | Selejtező | Selejtező | Selejtező | Selejtező | Selejtező | Selejtező | Döntő   | Döntő   | Döntő   | Döntő   | Végeredmény | Végeredmény |
| Versenyző       | Ló         | Versenyszám | 1. kör    | 1. kör    | 2. kör    | 2. kör    | 2. kör    | 3. kör    | 3. kör    | 3. kör    | 1. kör  | 1. kör  | 2. kör  | 2. kör  | Végeredmény | Végeredmény |
| Versenyző       | Ló         | Versenyszám | Bünt.     | Hely.     | Bünt.     | Össz.     | Hely.     | Bünt.     | Össz.     | Hely.     | Bünt.   | Hely.   | Bünt.   | Hely.   | Bünt.       | Helyezés    |
| --------------- | ---------- | ----------- | --------- | --------- | --------- | --------- | --------- | --------- | --------- | --------- | ------- | ------- | ------- | ------- | ----------- | ----------- |
| Szató Eiken     | Cayak      | Egyéni      | 1         | 13.       | 24        | 25        | 45.       | kiesett   | kiesett   | kiesett   | kiesett | kiesett | kiesett | kiesett | kiesett     | kiesett     |
| Szugitani Taizó | California | Egyéni      | 0         | 1.        | 17        | 17        | 33.       | 9         | 26        | 32.       | 12      | 28.     | kiesett | kiesett | kiesett     | kiesett     |

Lovastusa
| Versenyző    | Ló              | Versenyszám | Díjlovaglás | Díjlovaglás | Tereplovaglás | Tereplovaglás | Tereplovaglás | Díjugratás | Díjugratás | Díjugratás | Díjugratás | Végeredmény | Végeredmény |
| Versenyző    | Ló              | Versenyszám | Díjlovaglás | Díjlovaglás | Tereplovaglás | Tereplovaglás | Tereplovaglás | 1. kör     | 1. kör     | 2. kör     | 2. kör     | Végeredmény | Végeredmény |
| Versenyző    | Ló              | Versenyszám | Bünt.       | Hely.       | Bünt.         | Hely.         | Össz.         | Bünt.      | Hely.      | Bünt.      | Hely.      | Bünt.       | Helyezés    |
| ------------ | --------------- | ----------- | ----------- | ----------- | ------------- | ------------- | ------------- | ---------- | ---------- | ---------- | ---------- | ----------- | ----------- |
| Óiva Josiaki | Gorgeous George | Egyéni      | 52,4        | 40.         | 76,4          | 55.           | 55.           | 8          | 32.        | kiesett    | kiesett    | 136,8       | 49.         |

* - egy másik versenyzővel azonos eredményt ért el

## Műugrás
Férfi
| Versenyző    | Versenyszám    | Selejtező | Selejtező | Elődöntő | Elődöntő | Döntő  | Döntő    |
| Versenyző    | Versenyszám    | Pont      | Helyezés  | Pont     | Helyezés | Pont   | Helyezés |
| ------------ | -------------- | --------- | --------- | -------- | -------- | ------ | -------- |
| Teraucsi Ken | Egyéni műugrás | 452,80    | 10.       | 478,25   | 7.       | 442,50 | 11.      |

Női
| Versenyző    | Versenyszám        | Selejtező | Selejtező | Elődöntő | Elődöntő | Döntő  | Döntő    |
| Versenyző    | Versenyszám        | Pont      | Helyezés  | Pont     | Helyezés | Pont   | Helyezés |
| ------------ | ------------------ | --------- | --------- | -------- | -------- | ------ | -------- |
| Nakagava Mai | Egyéni toronyugrás | 331,40    | 9.        | 314,60   | 10.      | 296,30 | 11.      |

## Ökölvívás
| Versenyző         | Versenyszám  | Selejtező         | Nyolcaddöntő                  | Negyeddöntő       | Elődöntő          | Döntő             | Helyezés |
| Versenyző         | Versenyszám  | Ellenfél Eredmény | Ellenfél Eredmény             | Ellenfél Eredmény | Ellenfél Eredmény | Ellenfél Eredmény | Helyezés |
| ----------------- | ------------ | ----------------- | ----------------------------- | ----------------- | ----------------- | ----------------- | -------- |
| Simizu Szatosi    | Pehelysúly   |                   | Yakup Kılıç (TUR) · 9-12      | kiesett           | kiesett           | kiesett           | 9.       |
| Kavacsi Maszacugu | Kisváltósúly |                   | Manat Buncsamnong (THA) · 1-8 | kiesett           | kiesett           | kiesett           | 9.       |

## Öttusa
| Versenyző         | Versenyszám | Lövészet | Lövészet | Lövészet | Vívás    | Vívás | Vívás | Úszás   | Úszás | Úszás | Lovaglás | Lovaglás | Lovaglás | Lovaglás | Futás    | Futás | Futás | Összesen    | Összesen |
| Versenyző         | Versenyszám | Pontszám | Pont     | Hely.    | Eredmény | Pont  | Hely. | Idő     | Pont  | Hely. | Idő      | Hibapont | Pont     | Hely.    | Idő      | Pont  | Hely. | Összes pont | Helyezés |
| ----------------- | ----------- | -------- | -------- | -------- | -------- | ----- | ----- | ------- | ----- | ----- | -------- | -------- | -------- | -------- | -------- | ----- | ----- | ----------- | -------- |
| Murakami Josihiro | Férfi       | 181      | 1108     | 19.      | 12-23    | 688   | 33.*  | 2:10,74 | 1232  | 31.   | 1:38,33  | 220      | 980      | 21.      | 10:46,70 | 776   | 36.   | 4784        | 31.      |

* - egy másik versenyzővel azonos eredményt ért el

## Röplabda

### Férfi
| #    | Név               | Klub                             | Kor                              | Magasság |
| ---- | ----------------- | -------------------------------- | -------------------------------- | -------- |
| 1    | Szaitó Nobuharu   | Toray Arrows                     | 1973. szeptember 29. (34 évesen) | 205 cm   |
| 5    | Uszami Daiszuke   | Panasonic Panthers               | 1979. március 29. (29 évesen)    | 183 cm   |
| 7    | Jamamoto Takahiro | Panasonic Panthers               | 1978. július 12. (30 évesen)     | 201 cm   |
| 8    | Ogino Maszadzsi   | Suntory Sunbirds                 | 1970. január 8. (38 évesen)      | 197 cm   |
| 11   | Macumoto Josihiko | NEC Blue Rockets                 | 1981. január 7. (27 évesen)      | 193 cm   |
| 12   | Jamamura Kóta     | Suntory Sunbirds                 | 1980. október 20. (27 évesen)    | 205 cm   |
| 13   | Simizu Kunihiro   | Tokai University Volleyball Club | 1986. augusztus 11. (21 évesen)  | 194 cm   |
| 14   | Fukuzava Tacuja   | Chuo University                  | 1986. július 1. (22 évesen)      | 189 cm   |
| 15   | Cumagari Kacutosi | Suntory Sunbirds                 | 1975. november 2. (32 évesen)    | 183 cm   |
| 16   | Isidzsima Juszuke | Sakai Blazers                    | 1984. január 9. (24 évesen)      | 197 cm   |
| 17   | Kosikava Jú       | Suntory Sunbirds                 | 1984. június 30. (24 évesen)     | 190 cm   |
| 18   | Tomonaga Koszuke  | Sakai Blazers                    | 1980. július 22. (28 évesen)     | 194 cm   |
| Edző |                   |                                  |                                  |          |
|      | Ueta Tacuja       |                                  |                                  |          |

- Kor: 2008. augusztus 10-i kora

#### Eredmények
Csoportkör
A csoport
|                        |      | Mérkőzések | Mérkőzések | Pontok | Pontok | Pontok | Szettek | Szettek | Szettek |
| Csapat                 | Pont | Gy         | V          | P+     | P–     | PA     | Sz+     | Sz–     | SzA     |
| ---------------------- | ---- | ---------- | ---------- | ------ | ------ | ------ | ------- | ------- | ------- |
| Egyesült Államok (USA) | 10   | 5          | 0          | 460    | 371    | 1,240  | 15      | 4       | 3,750   |
| Olaszország (ITA)      | 9    | 4          | 1          | 439    | 401    | 1,095  | 13      | 6       | 2,167   |
| Bulgária (BUL)         | 8    | 3          | 2          | 446    | 440    | 1,014  | 10      | 9       | 1,111   |
| Kína (CHN)             | 7    | 2          | 3          | 445    | 492    | 0,904  | 9       | 13      | 0,692   |
| Venezuela (VEN)        | 6    | 1          | 4          | 421    | 451    | 0,933  | 8       | 12      | 0,667   |
| Japán (JPN)            | 5    | 0          | 5          | 392    | 448    | 0,875  | 4       | 15      | 0,267   |

| 2008. augusztus 10. 12:10 | Olaszország (ITA)                        | 3–1 | Japán (JPN) | Beijing Institute of Technology Gymnasium, Peking Nézőszám: 3000 Játékvezető: Humberto Salas (MEX), Victor Rodriguez (PUR) |
| 2008. augusztus 10. 12:10 | (25–19, 25–18, 23–25, 25–17) Jegyzőkönyv |     |             | Beijing Institute of Technology Gymnasium, Peking Nézőszám: 3000 Játékvezető: Humberto Salas (MEX), Victor Rodriguez (PUR) |

| 2008. augusztus 12. 22:45 | Japán (JPN)                              | 1–3 | Bulgária (BUL) | Capital Indoor Stadium, Peking Nézőszám: 3200 Játékvezető: Mitch Davidson (CAN), Victor Rodriguez (PUR) |
| 2008. augusztus 12. 22:45 | (27–29, 25–23, 21–25, 19–25) Jegyzőkönyv |     |                | Capital Indoor Stadium, Peking Nézőszám: 3200 Játékvezető: Mitch Davidson (CAN), Victor Rodriguez (PUR) |

| 2008. augusztus 14. 20:00 | Kína (CHN)                                      | 3–2 | Japán (JPN) | Capital Indoor Stadium, Peking Nézőszám: 13 000 Játékvezető: Hóbor Béla (HUN), Frank Leuthauser (GER) |
| 2008. augusztus 14. 20:00 | (25–20, 25–23, 17–25, 16–25, 15–10) Jegyzőkönyv |     |             | Capital Indoor Stadium, Peking Nézőszám: 13 000 Játékvezető: Hóbor Béla (HUN), Frank Leuthauser (GER) |

| 2008. augusztus 16. 22:00 | Venezuela (VEN)                   | 3–0 | Japán (JPN) | Capital Indoor Stadium, Peking Nézőszám: 7500 Játékvezető: Mitch Davidson (CAN), Victor Rodriguez (PUR) |
| 2008. augusztus 16. 22:00 | (25–23, 25–21, 25–23) Jegyzőkönyv |     |             | Capital Indoor Stadium, Peking Nézőszám: 7500 Játékvezető: Mitch Davidson (CAN), Victor Rodriguez (PUR) |

| 2008. augusztus 18. 22:35 | Japán (JPN)                       | 0–3 | Egyesült Államok (USA) | Capital Indoor Stadium, Peking Nézőszám: 5800 Játékvezető: Dejan Jovanovic (SRB), Patrick Deregnaucourt (FRA) |
| 2008. augusztus 18. 22:35 | (18–25, 12–25, 21–25) Jegyzőkönyv |     |                        | Capital Indoor Stadium, Peking Nézőszám: 5800 Játékvezető: Dejan Jovanovic (SRB), Patrick Deregnaucourt (FRA) |

| Csapat      | Helyezés |
| ----------- | -------- |
| Japán (JPN) | 11.      |

### Női
| #  | Név                | Klub              | Kor                             | Magasság |
| -- | ------------------ | ----------------- | ------------------------------- | -------- |
| 1  | Kurihara Megumi    | Pioneer Red Wings | 1984. július 31. (24 évesen)    | 186 cm   |
| 2  | Tadzsimi Aszako    | Pioneer Red Wings | 1972. június 26. (36 évesen)    | 180 cm   |
| 3  | Takesita Josie     | JT Marvelous      | 1978. március 18. (30 évesen)   | 159 cm   |
| 4  | Ómura Kanako       | Hisamitsu Springs | 1976. december 15. (31 évesen)  | 184 cm   |
| 5  | Takahasi Mijuki    | NEC Red Rockets   | 1978. december 25. (29 évesen)  | 170 cm   |
| 6  | Szano Júko         | Hisamitsu Springs | 1979. július 26. (29 évesen)    | 159 cm   |
| 7  | Szugijama Szacsiko | NEC Red Rockets   | 1979. október 19. (28 évesen)   | 184 cm   |
| 8  | Szakurai Juka      | Denso Airybees    | 1974. szeptember 2. (33 évesen) | 167 cm   |
| 9  | Kano Mijuki        | Hisamitsu Springs | 1977. július 17. (31 évesen)    | 174 cm   |
| 11 | Araki Erika        | Toray Arrows      | 1984. augusztus 3. (24 évesen)  | 186 cm   |
| 12 | Kimura Szaori      | Toray Arrows      | 1986. augusztus 19. (21 évesen) | 184 cm   |
| 13 | Kavai Juki         | JT Marvelous      | 1990. január 22. (18 évesen)    | 168 cm   |

- Kor: 2008. augusztus 9-i kora

#### Eredmények
Csoportkör
A csoport
|                        |      | Mérkőzések | Mérkőzések | Pontok | Pontok | Pontok | Szettek | Szettek | Szettek |
| Csapat                 | Pont | Gy         | V          | P+     | P–     | PA     | Sz+     | Sz–     | SzA     |
| ---------------------- | ---- | ---------- | ---------- | ------ | ------ | ------ | ------- | ------- | ------- |
| Kuba (CUB)             | 10   | 5          | 0          | 426    | 371    | 1,148  | 15      | 3       | 5,000   |
| Egyesült Államok (USA) | 9    | 4          | 1          | 459    | 441    | 1,041  | 12      | 9       | 1,333   |
| Kína (CHN)             | 8    | 3          | 2          | 467    | 395    | 1,182  | 13      | 7       | 1,857   |
| Japán (JPN)            | 7    | 2          | 3          | 381    | 389    | 0,979  | 7       | 11      | 0,636   |
| Lengyelország (POL)    | 6    | 1          | 4          | 441    | 445    | 0,991  | 9       | 12      | 0,750   |
| Venezuela (VEN)        | 5    | 0          | 5          | 262    | 395    | 0,663  | 1       | 15      | 0,067   |

| 2008. augusztus 9. 22:00 | Japán (JPN)                              | 1–3 | Egyesült Államok (USA) | Capital Indoor Stadium, Peking Nézőszám: 11 500 Játékvezető: Massimo Menghini (ITA), Andrei Zenovich (RUS) |
| 2008. augusztus 9. 22:00 | (20–25, 25–20, 19–25, 21–25) Jegyzőkönyv |     |                        | Capital Indoor Stadium, Peking Nézőszám: 11 500 Játékvezető: Massimo Menghini (ITA), Andrei Zenovich (RUS) |

| 2008. augusztus 11. 22:15 | Japán (JPN)                       | 3–0 | Venezuela (VEN) | Capital Indoor Stadium, Peking Nézőszám: 5000 Játékvezető: Karin Zahorcova (CZE), Frans Loderus (NED) |
| 2008. augusztus 11. 22:15 | (25–12, 25–17, 25–12) Jegyzőkönyv |     |                 | Capital Indoor Stadium, Peking Nézőszám: 5000 Játékvezető: Karin Zahorcova (CZE), Frans Loderus (NED) |

| 2008. augusztus 13. 22:30 | Lengyelország (POL)                             | 2–3 | Japán (JPN) | Capital Indoor Stadium, Peking Nézőszám: 5400 Játékvezető: Humberto Salas (MEX), Francisco de Souza (BRA) |
| 2008. augusztus 13. 22:30 | (21–25, 20–25, 25–18, 25–23, 11–15) Jegyzőkönyv |     |             | Capital Indoor Stadium, Peking Nézőszám: 5400 Játékvezető: Humberto Salas (MEX), Francisco de Souza (BRA) |

| 2008. augusztus 15. 22:45 | Japán (JPN)                       | 0–3 | Kuba (CUB) | Capital Indoor Stadium, Peking Nézőszám: 5000 Játékvezető: Andrei Zenovich (RUS), Massimo Menghini (ITA) |
| 2008. augusztus 15. 22:45 | (17–25, 22–25, 22–25) Jegyzőkönyv |     |            | Capital Indoor Stadium, Peking Nézőszám: 5000 Játékvezető: Andrei Zenovich (RUS), Massimo Menghini (ITA) |

| 2008. augusztus 17. 20:00 | Kína (CHN)                        | 3–0 | Japán (JPN) | Capital Indoor Stadium, Peking Nézőszám: 13 000 Játékvezető: Kim Kun-Tae (KOR), Janpen Jirakakul (THA) |
| 2008. augusztus 17. 20:00 | (26–24, 25–16, 25–14) Jegyzőkönyv |     |             | Capital Indoor Stadium, Peking Nézőszám: 13 000 Játékvezető: Kim Kun-Tae (KOR), Janpen Jirakakul (THA) |

Negyeddöntő
| 2008. augusztus 19. 12:00 | Japán (JPN)                       | 0–3 | Brazília (BRA) | Capital Indoor Stadium, Peking Nézőszám: 12 500 Játékvezető: Konstantin Tufekchiev (BUL), Karin Zahorcova (CZE) |
| 2008. augusztus 19. 12:00 | (12–25, 20–25, 16–25) Jegyzőkönyv |     |                | Capital Indoor Stadium, Peking Nézőszám: 12 500 Játékvezető: Konstantin Tufekchiev (BUL), Karin Zahorcova (CZE) |

| Csapat      | Helyezés |
| ----------- | -------- |
| Japán (JPN) | 5.       |

### Strandröplabda

#### Férfi
| Versenyző                        | Csoportkör | Csoportkör | 16 közé jutásért  | Nyolcaddöntő                                                         | Negyeddöntő       | Elődöntő          | Döntő             | Helyezés |
| Versenyző                        | Ellenfél Eredmény | Hely.      | Ellenfél Eredmény | Ellenfél Eredmény                                                    | Ellenfél Eredmény | Ellenfél Eredmény | Ellenfél Eredmény | Helyezés |
| -------------------------------- | --- | ---------- | ----------------- | -------------------------------------------------------------------- | ----------------- | ----------------- | ----------------- | -------- |
| Aszahi Kentaró Siratori Kacuhiro | F csoport · Németország (GER) · Julius Brink · Christoph Dieckmann · 18-21, 18-21 · Hollandia (NED) · Emiel Boersma · Bram Ronnes · 21-15, 23-25, 15-11 · Egyesült Államok (USA) · Jake Gibb · Sean Rosenthal · 15-21, 21-19, 16-18 | 2.         |                   | Brazília (BRA) · Márcio Araújo · Fabio Luiz Magalhães · 21-23, 15-21 | kiesett           | kiesett           | kiesett           | 9.       |

#### Női
| Versenyző                    | Csoportkör | Csoportkör | 16 közé jutásért  | Nyolcaddöntő      | Negyeddöntő       | Elődöntő          | Döntő             | Helyezés |
| Versenyző                    | Ellenfél Eredmény | Hely.      | Ellenfél Eredmény | Ellenfél Eredmény | Ellenfél Eredmény | Ellenfél Eredmény | Ellenfél Eredmény | Helyezés |
| ---------------------------- | --- | ---------- | ----------------- | ----------------- | ----------------- | ----------------- | ----------------- | -------- |
| Szaiki Mika Kuszuhara Csiaki | B csoport · Egyesült Államok (USA) · Misty May-Treanor · Kerri Walsh · 12-21, 15-21 · Norvégia (NOR) · Nila Håkedal · Ingrid Tørlen · 8-21, 18-21 · Kuba (CUB) · Dalixia Fernández · Tamara Larrea · 18-21, 17-21 | 4.         | kiesett           | kiesett           | kiesett           | kiesett           | kiesett           | 19.      |

## Softball
- Emoto Nao
- Fudzsimoto Motoko
- Hirosze Megu
- Inui Emi
- Itó Szacsiko
- Karino Ajumi
- Mabucsi Szatoko
- Mine Jukijo
- Misina Maszumi
- Nisijama Rei
- Szakai Hiroko
- Szató Rie
- Szomeja Mika
- Ueno Jukiko
- Jamada Eri

### Eredmények
Csoportkör
| Csapat           | M | Gy | V | P+ | P– | Pk  |
| ---------------- | - | -- | - | -- | -- | --- |
| Egyesült Államok | 7 | 7  | 0 | 53 | 1  | +52 |
| Japán            | 7 | 6  | 1 | 23 | 13 | +10 |
| Ausztrália       | 7 | 5  | 2 | 30 | 11 | +19 |
| Kanada           | 7 | 3  | 4 | 17 | 23 | –6  |
| Tajvan           | 7 | 2  | 5 | 10 | 23 | –13 |
| Kína             | 7 | 2  | 5 | 19 | 21 | –2  |
| Venezuela        | 7 | 2  | 5 | 15 | 35 | –20 |
| Hollandia        | 7 | 1  | 6 | 8  | 48 | –40 |

| 2008. augusztus 12. 19:30 |  | Japán | 4–3 | Ausztrália |  |  |
| 2008. augusztus 12. 19:30 |  |       |     |            |  |  |

| 2008. augusztus 13. 17:00 |  | Tajvan | 1–2 | Japán |  |  |
| 2008. augusztus 13. 17:00 |  |        |     |       |  |  |

| 2008. augusztus 14. 18:15 |  | Japán | 3–0 | Hollandia |  |  |
| 2008. augusztus 14. 18:15 |  |       |     |           |  |  |

| 2008. augusztus 15. 12:00 |  | Japán | 0–7 | Egyesült Államok |  |  |
| 2008. augusztus 15. 12:00 |  |       |     |                  |  |  |

| 2008. augusztus 16. 9:30 |  | Kína | 0–3 | Japán |  |  |
| 2008. augusztus 16. 9:30 |  |      |     |       |  |  |

| 2008. augusztus 17. 12:00 |  | Japán | 5–2 | Venezuela |  |  |
| 2008. augusztus 17. 12:00 |  |       |     |           |  |  |

| 2008. augusztus 18. 17:00 |  | Kanada | 0–6 | Japán |  |  |
| 2008. augusztus 18. 17:00 |  |        |     |       |  |  |

Elődöntő
| 2008. augusztus 20. 9:30 |  | Japán | 1–4 | Egyesült Államok |  |  |
| 2008. augusztus 20. 9:30 |  |       |     |                  |  |  |

A döntőbe jutásért
| 2008. augusztus 20. 17:00 |  | Japán | 4–3 | Ausztrália |  |  |
| 2008. augusztus 20. 17:00 |  |       |     |            |  |  |

Döntő
| 2008. augusztus 21. 18:30 |  | Egyesült Államok | 1–3 | Japán |  |  |
| 2008. augusztus 21. 18:30 |  |                  |     |       |  |  |

| Csapat | Helyezés |
| ------ | -------- |
| Japán  |          |

## Sportlövészet
Férfi
| Versenyző         | Versenyszám           | Selejtező | Selejtező | Döntő   | Döntő    |
| Versenyző         | Versenyszám           | Pont      | Helyezés  | Pont    | Helyezés |
| ----------------- | --------------------- | --------- | --------- | ------- | -------- |
| Kobajasi Szuszumi | Légpisztoly           | 577       | 22.       | kiesett | kiesett  |
| Kobajasi Szuszumi | Szabadpisztoly        | 558       | 9.        | kiesett | kiesett  |
| Macuda Tomojuki   | Szabadpisztoly        | 558       | 8.        | kiesett | kiesett  |
| Macuda Tomojuki   | Légpisztoly           | 579       | 18.       | kiesett | kiesett  |
| Jamasita Tosikazu | Légpuska              | 590       | 28.       | kiesett | kiesett  |
| Jamasita Tosikazu | Sportpuska, összetett | 1167      | 16.       | kiesett | kiesett  |
| Jamasita Tosikazu | Sportpuska, fekvő     | 593       | 18.       | kiesett | kiesett  |

Női
| Versenyző        | Versenyszám   | Selejtező | Selejtező | Döntő   | Döntő    |
| Versenyző        | Versenyszám   | Pont      | Helyezés  | Pont    | Helyezés |
| ---------------- | ------------- | --------- | --------- | ------- | -------- |
| Fukusima Micsiko | Légpisztoly   | 373       | 38.       | kiesett | kiesett  |
| Fukusima Micsiko | Sportpisztoly | 581       | 10.       | kiesett | kiesett  |
| Nakajama Jukie   | Trap          | 67        | 6.        | 86      | 4.       |

## Súlyemelés
Férfi
| Versenyző           | Versenyszám | Szakítás | Szakítás | Lökés    | Lökés    | Összesen | Helyezés |
| Versenyző           | Versenyszám | Eredmény | Helyezés | Eredmény | Helyezés | Összesen | Helyezés |
| ------------------- | ----------- | -------- | -------- | -------- | -------- | -------- | -------- |
| Szekikava Jaszunobi | 56 kg       | 114,0    | 12.*     | 142,0    | 10.*     | 256,0    | 11.      |
| Jamada Maszaharu    | 56 kg       | 106,0    | 17.      | 153,0    | 9.       | 259,0    | 9.       |
| Sintani Josito      | 69 kg       | 135,0    | 15.***   | 175,0    | 10.      | 310,0    | 10.      |

Női
| Versenyző     | Versenyszám | Szakítás | Szakítás | Lökés    | Lökés    | Összesen | Helyezés |
| Versenyző     | Versenyszám | Eredmény | Helyezés | Eredmény | Helyezés | Összesen | Helyezés |
| ------------- | ----------- | -------- | -------- | -------- | -------- | -------- | -------- |
| Mijake Hiromi | 48 kg       | 80,0     | 6.**     | 105,0    | 6.       | 185,0    | 6.       |
| Osiro Miszaki | 48 kg       | 80,0     | 6.**     | 92,0     | 8.*      | 172,0    | 8.       |
| Szaitó Rika   | 69 kg       | 87,0     | 9.       | 122,0    | 7.       | 209,0    | 8.       |

* - egy másik versenyzővel azonos eredményt ért el

** - két másik versenyzővel azonos eredményt ért el

*** - három másik versenyzővel azonos eredményt ért el

## Szinkronúszás
| Versenyző | Versenyszám | Technikai gyakorlat | Technikai gyakorlat | Selejtező        | Selejtező        | Selejtező  | Selejtező  | Döntő            | Döntő            | Döntő      | Döntő      | Helyezés |
| Versenyző | Versenyszám | Technikai gyakorlat | Technikai gyakorlat | Szabad gyakorlat | Szabad gyakorlat | Összesítés | Összesítés | Szabad gyakorlat | Szabad gyakorlat | Összesítés | Összesítés | Helyezés |
| Versenyző | Versenyszám | Pont                | Hely.               | Pont             | Hely.            | Pont       | Hely.      | Pont             | Hely.            | Pont       | Hely.      | Helyezés |
| --- | ----------- | ------------------- | ------------------- | ---------------- | ---------------- | ---------- | ---------- | ---------------- | ---------------- | ---------- | ---------- | -------- |
| Harada Szaho Szuzuki Emiko | Páros       | 48,250              | 3.                  | 48,500           | 3.*              | 96,750     | 3.         | 48,917           | 3.               | 97,167     | 3.         |          |
| Aoki Ai Harada Szaho Kavasima Naoko Kobajasi Hiromi Komura Erika Macumura Ajako Szuzuki Emiko Tacsibana Maszako Isiguro Jumiko | Csapat      | 48,167              | 4.                  |                  |                  |            |            | 47,167           | 6.               | 95,334     | 6.         | 6.       |

* - egy másik párossal azonos eredményt értek el

## Taekwondo
Női
| Versenyző      | Versenyszám | Nyolcaddöntő                       | Negyeddöntő       | Elődöntő          | Vigaszág elődöntő | Bronz- mérkőzés   | Döntő             | Helyezés |
| Versenyző      | Versenyszám | Ellenfél Eredmény                  | Ellenfél Eredmény | Ellenfél Eredmény | Ellenfél Eredmény | Ellenfél Eredmény | Ellenfél Eredmény | Helyezés |
| -------------- | ----------- | ---------------------------------- | ----------------- | ----------------- | ----------------- | ----------------- | ----------------- | -------- |
| Okamoto Joriko | Váltósúly   | Muna Ben Abd er-Raszúl (MAR) · 0-2 | kiesett           | kiesett           |                   |                   |                   | 11.      |

## Tenisz
Férfi
| Versenyző    | Versenyszám | 64-es főtábla                          | 32-es főtábla     | Nyolcaddöntő      | Negyeddöntő       | Elődöntő          | Bronz- mérkőzés   | Döntő             | Helyezés |
| Versenyző    | Versenyszám | Ellenfél Eredmény                      | Ellenfél Eredmény | Ellenfél Eredmény | Ellenfél Eredmény | Ellenfél Eredmény | Ellenfél Eredmény | Ellenfél Eredmény | Helyezés |
| ------------ | ----------- | -------------------------------------- | ----------------- | ----------------- | ----------------- | ----------------- | ----------------- | ----------------- | -------- |
| Nisikori Kei | Egyes       | Rainer Schüttler (GER) · 4-6, 7-6, 3-6 | kiesett           | kiesett           | kiesett           | kiesett           | kiesett           | kiesett           | 33.      |

Női
| Versenyző                 | Versenyszám | 64-es főtábla                         | 32-es főtábla                                            | Nyolcaddöntő                                                         | Negyeddöntő       | Elődöntő          | Bronz- mérkőzés   | Döntő             | Helyezés |
| Versenyző                 | Versenyszám | Ellenfél Eredmény                     | Ellenfél Eredmény                                        | Ellenfél Eredmény                                                    | Ellenfél Eredmény | Ellenfél Eredmény | Ellenfél Eredmény | Ellenfél Eredmény | Helyezés |
| ------------------------- | ----------- | ------------------------------------- | -------------------------------------------------------- | -------------------------------------------------------------------- | ----------------- | ----------------- | ----------------- | ----------------- | -------- |
| Morita Ajumi              | Egyes       | Marina Eraković (NZL) · 5-7, 7-6, 6-4 | Li Na (CHN) · 2-6, 5-7                                   | kiesett                                                              | kiesett           | kiesett           | kiesett           | kiesett           | 17.      |
| Szugijama Ai              | Egyes       | Daniela Hantuchová (SVK) · 2-6, 5-7   | kiesett                                                  | kiesett                                                              | kiesett           | kiesett           | kiesett           | kiesett           | 33.      |
| Morita Ajumi Szugijama Ai | Páros       |                                       | Magyarország (HUN) · Arn Gréta · Szávay Ágnes · 6-3, 6-3 | Egyesült Államok (USA) · Serena Williams · Venus Williams · 5-7, 2-6 | kiesett           | kiesett           | kiesett           | kiesett           | 9.       |

## Tollaslabda
| Versenyző                      | Versenyszám | Selejtező                                      | 32-es főtábla                            | Nyolcaddöntő                                                                     | Negyeddöntő                                                        | Elődöntő                                                  | Bronz- mérkőzés                                      | Döntő             | Helyezés |
| Versenyző                      | Versenyszám | Ellenfél Eredmény                              | Ellenfél Eredmény                        | Ellenfél Eredmény                                                                | Ellenfél Eredmény                                                  | Ellenfél Eredmény                                         | Ellenfél Eredmény                                    | Ellenfél Eredmény | Helyezés |
| ------------------------------ | ----------- | ---------------------------------------------- | ---------------------------------------- | -------------------------------------------------------------------------------- | ------------------------------------------------------------------ | --------------------------------------------------------- | ---------------------------------------------------- | ----------------- | -------- |
| Szató Sódzsi                   | Férfi egyes |                                                | Anúp Sridhar (IND) · 21-13, 21-17        | Peter Gade (DEN) · 21-19, 20-22, 15-21                                           | kiesett                                                            | kiesett                                                   | kiesett                                              | kiesett           | 9.       |
| Maszuda Keita Ócuka Tadasi     | Férfi páros |                                                |                                          | Indonézia (INA) · Alvent Chandra · Luluk Hadiyanto · 19-21, 21-14, 21-14         | Dél-Korea (KOR) · I Dzsedzsin · Hvang Dzsiman · 12-21, 21-18, 9-21 | kiesett                                                   | kiesett                                              | kiesett           | 5.       |
| Ikeda Sintaró Szakamoto Súicsi | Férfi páros |                                                |                                          | Malajzia (MAS) · Koo Kien Keat · Tan Boon Heong · 12-21, 16-21                   | kiesett                                                            | kiesett                                                   | kiesett                                              | kiesett           | 9.       |
| Hirosze Eriko                  | Női egyes   | Ragna Ingólfsdóttir (ISL) · 21-6, 19-7 feladta | Lê Ngọc Nguyên Nhung (VIE) · 21-7, 21-12 | Hongyan Pi (FRA) · 12-21, 21-16, 6-21                                            | kiesett                                                            | kiesett                                                   | kiesett                                              | kiesett           | 9.       |
| Maeda Mijuki Szuecuna Szatoko  | Női páros   |                                                |                                          | Ausztrália (AUS) · Tania Luiz · Eugenia Tanaka · 21-4, 21-8                      | Kína (CHN) · Jang Vej · Csang Csie-ven · 8-21, 23-21, 21-14        | Dél-Korea (KOR) · I Hjodzsong · I Kjongvon · 20-22, 15-21 | Kína (CHN) · Vej Ji-li · Csang Ja-ven · 17-21, 10-21 |                   | 4.       |
| Ogura Kumiko Siota Reiko       | Női páros   |                                                |                                          | Dánia (DEN) · Kamilla Rytter Juhl · Lena Frier Kristiansen · 18-21, 21-14, 21-18 | Kína (CHN) · Tu Csing · Jü Jang · 8-21, 5-21                       | kiesett                                                   | kiesett                                              | kiesett           | 5.       |

## Torna
Férfi
| Versenyző                                                                                    | Versenyszám      | Selejtező | Selejtező | Döntő    | Döntő    |
| Versenyző                                                                                    | Versenyszám      | Pontszám  | Helyezés  | Pontszám | Helyezés |
| -------------------------------------------------------------------------------------------- | ---------------- | --------- | --------- | -------- | -------- |
| Kasima Takehiro                                                                              | Ugrás            | 15,975    |           | kiesett  | kiesett  |
| Kasima Takehiro                                                                              | Korlát           | 15,550    | 21.       | kiesett  | kiesett  |
| Kasima Takehiro                                                                              | Nyújtó           | 15,150    | 17.       | kiesett  | kiesett  |
| Kasima Takehiro                                                                              | Lólengés         | 14,425    | 33.       | kiesett  | kiesett  |
| Kasima Takehiro                                                                              | Egyéni összetett | 61,100    | 61.       | kiesett  | kiesett  |
| Nakasze Takuja                                                                               | Talaj            | 15,500    | 12.       | kiesett  | kiesett  |
| Nakasze Takuja                                                                               | Korlát           | 15,725    | 16.       | kiesett  | kiesett  |
| Nakasze Takuja                                                                               | Nyújtó           | 15,450    | 8.        | 15,450   | 5.       |
| Nakasze Takuja                                                                               | Gyűrű            | 15,275    | 20.       | kiesett  | kiesett  |
| Nakasze Takuja                                                                               | Lólengés         | 14,075    | 43.       | kiesett  | kiesett  |
| Nakasze Takuja                                                                               | Egyéni összetett | 76,025    | 48.       | kiesett  | kiesett  |
| Okigucsi Makoto                                                                              | Talaj            | 15,275    | 20.       | kiesett  | kiesett  |
| Okigucsi Makoto                                                                              | Ugrás            | 15,750    |           | kiesett  | kiesett  |
| Okigucsi Makoto                                                                              | Egyéni összetett | 31,025    | 86.       | kiesett  | kiesett  |
| Szakamoto Kóki                                                                               | Talaj            | 14,950    | 34.       | kiesett  | kiesett  |
| Szakamoto Kóki                                                                               | Ugrás            | 16,200    |           | kiesett  | kiesett  |
| Szakamoto Kóki                                                                               | Korlát           | 15,625    | 18.       | kiesett  | kiesett  |
| Szakamoto Kóki                                                                               | Nyújtó           | 14,725    | 33.       | kiesett  | kiesett  |
| Szakamoto Kóki                                                                               | Gyűrű            | 15,525    | 13.       | kiesett  | kiesett  |
| Szakamoto Kóki                                                                               | Lólengés         | 14,925    | 14.       | kiesett  | kiesett  |
| Szakamoto Kóki                                                                               | Egyéni összetett | 91,950    | 5.        | kiesett  | kiesett  |
| Tomita Hirojuki                                                                              | Talaj            | 15,175    | 23.       | kiesett  | kiesett  |
| Tomita Hirojuki                                                                              | Ugrás            | 15,200    |           | kiesett  | kiesett  |
| Tomita Hirojuki                                                                              | Korlát           | 15,775    | 15.       | kiesett  | kiesett  |
| Tomita Hirojuki                                                                              | Nyújtó           | 15,550    | 7.        | 15,225   | 6.       |
| Tomita Hirojuki                                                                              | Gyűrű            | 15,025    | 32.       | kiesett  | kiesett  |
| Tomita Hirojuki                                                                              | Lólengés         | 15,175    | 8.        | 15,375   | 5.       |
| Tomita Hirojuki                                                                              | Egyéni összetett | 91,900    | 6.        | 91,750   | 4.       |
| Ucsimura Kóhei                                                                               | Talaj            | 15,725    | 5.        | 15,575   | 5.       |
| Ucsimura Kóhei                                                                               | Ugrás            | 16,200    |           | kiesett  | kiesett  |
| Ucsimura Kóhei                                                                               | Korlát           | 16,025    | 10.       | kiesett  | kiesett  |
| Ucsimura Kóhei                                                                               | Nyújtó           | 15,325    | 15.       | kiesett  | kiesett  |
| Ucsimura Kóhei                                                                               | Gyűrű            | 14,675    | 43.       | kiesett  | kiesett  |
| Ucsimura Kóhei                                                                               | Lólengés         | 14,100    | 42.       | kiesett  | kiesett  |
| Ucsimura Kóhei                                                                               | Egyéni összetett | 92,050    | 4.        | 91,975   |          |
| Tomita Hirojuki Kasima Takehiro Szakamoto Kóki Okigucsi Makoto Ucsimura Kóhei Nakasze Takuja | Csapat összetett | 369,550   | 2.        | 278,875  |          |

Női
| Versenyző                                                              | Versenyszám      | Selejtező | Selejtező | Döntő    | Döntő    |
| Versenyző                                                              | Versenyszám      | Pontszám  | Helyezés  | Pontszám | Helyezés |
| ---------------------------------------------------------------------- | ---------------- | --------- | --------- | -------- | -------- |
| Kuroda Maju                                                            | Felemás korlát   | 14,725    | 28.       | kiesett  | kiesett  |
| Kuroda Maju                                                            | Gerenda          | 14,850    | 28.       | kiesett  | kiesett  |
| Kuroda Maju                                                            | Egyéni összetett | 29,575    | 84.       | kiesett  | kiesett  |
| Minobe Jú                                                              | Talaj            | 13,825    | 59.       | kiesett  | kiesett  |
| Minobe Jú                                                              | Ugrás            | 14,050    |           | kiesett  | kiesett  |
| Minobe Jú                                                              | Felemás korlát   | 14,525    | 37.       | kiesett  | kiesett  |
| Minobe Jú                                                              | Egyéni összetett | 42,400    | 76.       | kiesett  | kiesett  |
| Osima Kjóko                                                            | Talaj            | 14,175    | 42.       | kiesett  | kiesett  |
| Osima Kjóko                                                            | Ugrás            | 14,700    |           | kiesett  | kiesett  |
| Osima Kjóko                                                            | Felemás korlát   | 14,450    | 42.       | kiesett  | kiesett  |
| Osima Kjóko                                                            | Gerenda          | 14,300    | 47.       | kiesett  | kiesett  |
| Osima Kjóko                                                            | Egyéni összetett | 57,625    | 27.       | 57,625   | 20.      |
| Sintake Júko                                                           | Talaj            | 14,175    | 41.       | kiesett  | kiesett  |
| Sintake Júko                                                           | Ugrás            | 14,675    |           | kiesett  | kiesett  |
| Sintake Júko                                                           | Gerenda          | 15,050    | 23.       | kiesett  | kiesett  |
| Sintake Júko                                                           | Egyéni összetett | 43,900    | 67.       | kiesett  | kiesett  |
| Curumi Kóko                                                            | Talaj            | 14,325    | 34.       | kiesett  | kiesett  |
| Curumi Kóko                                                            | Ugrás            | 14,200    |           | kiesett  | kiesett  |
| Curumi Kóko                                                            | Felemás korlát   | 15,025    | 17.       | kiesett  | kiesett  |
| Curumi Kóko                                                            | Gerenda          | 15,425    | 13.       | 14,450   | 8.       |
| Curumi Kóko                                                            | Egyéni összetett | 58,975    | 17.       | 58,100   | 17.      |
| Uemura Miki                                                            | Talaj            | 12,875    | 76.       | kiesett  | kiesett  |
| Uemura Miki                                                            | Ugrás            | 14,475    |           | kiesett  | kiesett  |
| Uemura Miki                                                            | Felemás korlát   | 12,775    | 76.       | kiesett  | kiesett  |
| Uemura Miki                                                            | Gerenda          | 14,575    | 38.       | kiesett  | kiesett  |
| Uemura Miki                                                            | Egyéni összetett | 54,700    | 50.       | kiesett  | kiesett  |
| Curumi Kóko Osima Kjóko Minobe Jú Uemura Miki Kuroda Maju Sintake Júko | Csapat összetett | 233,175   | 8.        | 176,700  | 5.       |

### Ritmikus gimnasztika
| Versenyző                                                                      | Versenyszám | Selejtező | Selejtező | Selejtező              | Selejtező              | Selejtező | Selejtező | Döntő   | Döntő   | Döntő                  | Döntő                  | Döntő    | Döntő    | Helyezés |
| Versenyző                                                                      | Versenyszám | 5 kötél   | 5 kötél   | 3 karika és 2 buzogány | 3 karika és 2 buzogány | Összesen  | Összesen  | 5 kötél | 5 kötél | 3 karika és 2 buzogány | 3 karika és 2 buzogány | Összesen | Összesen | Helyezés |
| Versenyző                                                                      | Versenyszám | Pont      | Hely.     | Pont                   | Hely.                  | Pont      | Hely.     | Pont    | Hely.   | Pont                   | Hely.                  | Pont     | Hely.    | Helyezés |
| ------------------------------------------------------------------------------ | ----------- | --------- | --------- | ---------------------- | ---------------------- | --------- | --------- | ------- | ------- | ---------------------- | ---------------------- | -------- | -------- | -------- |
| Endó Júko Hara Csihana Inagaki Szaori Miszava Nacsi Tanaka Kotono Cuboi Honami | Csapat      | 15,425    | 9.        | 15,425                 | 10.                    | 30,850    | 10.       | kiesett | kiesett | kiesett                | kiesett                | kiesett  | kiesett  | 10.      |

### Trambulin
| Versenyző        | Versenyszám | Selejtező | Selejtező | Döntő    | Döntő    |
| Versenyző        | Versenyszám | Pontszám  | Helyezés  | Pontszám | Helyezés |
| ---------------- | ----------- | --------- | --------- | -------- | -------- |
| Szotomura Tecuja | Férfi       | 70,3      | 5.        | 39,8     | 4.       |
| Uejama Jaszuhiro | Férfi       | 69,2      | 9.        | kiesett  | kiesett  |
| Hirota Haruka    | Női         | 62,6      | 12.       | kiesett  | kiesett  |

## Triatlon
| Versenyző         | Versenyszám | 1,5 km úszás | 1,5 km úszás | 40 km kerékpározás | 40 km kerékpározás | 10 km futás | 10 km futás | Összesítés | Összesítés |
| Versenyző         | Versenyszám | Idő          | Hely.        | Idő                | Hely.              | Idő         | Hely.       | Idő        | Helyezés   |
| ----------------- | ----------- | ------------ | ------------ | ------------------ | ------------------ | ----------- | ----------- | ---------- | ---------- |
| Tajama Hirokacu   | Férfi       | 18:04        | 5.           | 59:12              | 46.*               | 37:58       | 48.         | 1:56:13,68 | 48.        |
| Jamamoto Rjószuke | Férfi       | 18:27        | 40.          | 58:53              | 21.                | 33:56       | 29.         | 1:52:11,98 | 30.        |
| Ide Juri          | Női         | 19:50        | 4.           | 1:04:24            | 18.**              | 35:05       | 5.*         | 2:00:23,77 | 5.         |
| Nivata Kijomi     | Női         | 19:56        | 14.          | 1:04:14            | 6.*                | 35:36       | 11.         | 2:00:51,85 | 9.         |
| Ueda Ai           | Női         | 20:17        | 37.          | 1:03:56            | 2.                 | 37:09       | 25.         | 2:02:19,09 | 17.        |

* - egy másik versenyzővel azonos időt ért el

** - két másik versenyzővel azonos időt ért el

## Úszás
Férfi
| Versenyző                                                            | Versenyszám            | Előfutam | Előfutam | Előfutam | Elődöntő | Elődöntő | Elődöntő | Döntő   | Döntő    |
| Versenyző                                                            | Versenyszám            | Idő      | Hely.    | Össz.    | Idő      | Hely.    | Össz.    | Idő     | Helyezés |
| -------------------------------------------------------------------- | ---------------------- | -------- | -------- | -------- | -------- | -------- | -------- | ------- | -------- |
| Kisida Maszajuki                                                     | 100 m pillangó         | 52,45    | 7.       | 26.      | kiesett  | kiesett  | kiesett  | kiesett | kiesett  |
| Fudzsii Takuró                                                       | 100 m pillangó         | 51,50    | 3.       | 7.       | 51,59    | 4.       | 7.       | 51,50   | 6.       |
| Fudzsii Takuró                                                       | 200 m vegyes           | 1:59,19  | 2.       | 8.*      | 1:59,59  | 5.       | 10.      | kiesett | kiesett  |
| Takakuva Ken                                                         | 200 m vegyes           | 1:58,51  | 2.       | 4.       | 1:58,49  | 3.       | 5.       | 1:58,22 | 5.       |
| Irie Rjószuke                                                        | 200 m hát              | 1:57,68  | 3.       | 7.       | 1:56,35  | 3.       | 4.       | 1:55,72 | 5.       |
| Nakano Takasi                                                        | 200 m hát              | 1:59,59  | 6.       | 21.      | kiesett  | kiesett  | kiesett  | kiesett | kiesett  |
| Kitadzsima Kószuke                                                   | 100 m mell             | 59,52    | 1.       | 2.       | 59,55    | 1.       | 2.       | 58,91   |          |
| Kitadzsima Kószuke                                                   | 200 m mell             | 2:09,89  | 4.       | 6.       | 2:08,61  | 1.       | 1.       | 2:07,64 |          |
| Szuenaga Júta                                                        | 200 m mell             | 2:11,30  | 7.       | 17.*     | kiesett  | kiesett  | kiesett  | kiesett | kiesett  |
| Szuenaga Júta                                                        | 100 m mell             | 1:00,67  | 5.       | 13.      | 1:00,67  | 6.       | 13.      | kiesett | kiesett  |
| Macuda Takesi                                                        | 400 m gyors            | 3:44,99  | 3.       | 10.      |          |          |          | kiesett | kiesett  |
| Macuda Takesi                                                        | 1500 m gyors           | 15:09,17 | 5.       | 18.      |          |          |          | kiesett | kiesett  |
| Macuda Takesi                                                        | 200 m pillangó         | 1:55,06  | 3.       | 4.       | 1:54,02  | 1.       | 2.       | 1:52,97 |          |
| Sibata Rjúicsi                                                       | 200 m pillangó         | 1:55,82  | 4.       | 11.      | 1:56,17  | 7.       | 13.      | kiesett | kiesett  |
| Mijasita Dzsunicsi                                                   | 100 m hát              | 54,12    | 3.       | 10.      | 53,69    | 4.       | 7.       | 53,99   | 8.       |
| Morita Tomomi                                                        | 100 m hát              | 54,21    | 4.       | 12.      | 53,95    | 5.       | 10.      | kiesett | kiesett  |
| Okumura Josihiro                                                     | 200 m gyors            | 1:46,89  | 5.       | 8.       | 1:46,44  | 5.       | 6.       | 1:47,14 | 7.       |
| Ucsida Só                                                            | 200 m gyors            | 1:48,34  | 4.       | 24.      | kiesett  | kiesett  | kiesett  | kiesett | kiesett  |
| Szató Hiszajosi                                                      | 100 m gyors            | 49,85    | 8.       | 40.      | kiesett  | kiesett  | kiesett  | kiesett | kiesett  |
| Fudzsii Takuró Szató Hiszajosi Kisida Maszajuki Okumura Josihiro     | 4 × 100 m gyorsváltó   | 3:17,28  | 7.       | 14.      |          |          |          | kiesett | kiesett  |
| Okumura Josihiro Ucsida Só Mononobe Jaszunori Macumoto Hiszato       | 4 × 200 m gyorsváltó   | 7:09,12  | 4.       | 7.       |          |          |          | 7:10,31 | 7.       |
| Mijasita Dzsunicsi Kitadzsima Kószuke Fudzsii Takuro Szató Hiszajosi | 4 × 100 m vegyes váltó | 3:32,81  | 2.       | 3.       |          |          |          | 3:31,18 |          |

Női
| Versenyző                                                      | Versenyszám            | Előfutam | Előfutam | Előfutam | Elődöntő | Elődöntő | Elődöntő | Döntő   | Döntő    |
| Versenyző                                                      | Versenyszám            | Idő      | Hely.    | Össz.    | Idő      | Hely.    | Össz.    | Idő     | Helyezés |
| -------------------------------------------------------------- | ---------------------- | -------- | -------- | -------- | -------- | -------- | -------- | ------- | -------- |
| Sibata Ai                                                      | 400 m gyors            | 4:17,96  | 8.       | 31.      |          |          |          | kiesett | kiesett  |
| Sibata Ai                                                      | 800 m gyors            | 8:41,63  | 7.       | 27.      |          |          |          | kiesett | kiesett  |
| Fudzsino Maiko                                                 | 800 m gyors            | 8:35,60  | 6.       | 21.      |          |          |          | kiesett | kiesett  |
| Fudzsino Maiko                                                 | 400 m vegyes           | 4:37,35  | 4.       | 11.      |          |          |          | kiesett | kiesett  |
| Harugucsi Szaori                                               | 400 m vegyes           | 4:45,22  | 7.       | 27.      |          |          |          | kiesett | kiesett  |
| Kanetó Rie                                                     | 200 m mell             | 2:24,62  | 1.       | 5.       | 2:25,65  | 4.       | 8.       | 2:25,14 | 7.       |
| Taneda Megumi                                                  | 200 m mell             | 2:24,75  | 2.       | 6.       | 2:25,42  | 4.       | 7.       | 2:25,23 | 8.       |
| Taneda Megumi                                                  | 100 m mell             | 1:08,45  | 5.       | 17.      | kiesett  | kiesett  | kiesett  | kiesett | kiesett  |
| Kitagava Aszami                                                | 100 m mell             | 1:08,36  | 6.       | 15.      | 1:08,23  | 5.       | 8.       | 1:08,43 | 8.       |
| Kitagava Aszami                                                | 200 m vegyes           | 2:12,47  | 3.       | 9.*      | 2:12,18  | 4.*      | 8.*      | 2:11,56 | 6.       |
| Mita Maki                                                      | 200 m gyors            | 1:59,96  | 7.       | 21.      | kiesett  | kiesett  | kiesett  | kiesett | kiesett  |
| Ueda Haruka                                                    | 200 m gyors            | 1:57,64  | 4.       | 8.       | 1:58,44  | 6.       | 13.      | kiesett | kiesett  |
| Nakamura Reiko                                                 | 100 m hát              | 59,36    | 1.       | 2.       | 59,64    | 2.       | 3.       | 59,72   | 6.       |
| Nakamura Reiko                                                 | 200 m hát              | 2:09,77  | 4.       | 12.      | 2:08,21  | 2.       | 4.       | 2:07,13 |          |
| Itó Hanae                                                      | 200 m hát              | 2:10,05  | 5.       | 14.      | 2:09,86  | 7.       | 12.      | kiesett | kiesett  |
| Itó Hanae                                                      | 100 m hát              | 1:00,16  | 4.       | 8.       | 1:00,13  | 4.       | 7.       | 1:00,18 | 8.       |
| Kató Juka                                                      | 100 m pillangó         | 58,94    | 6.       | 23.      | kiesett  | kiesett  | kiesett  | kiesett | kiesett  |
| Nakanisi Júko                                                  | 100 m pillangó         | 58,61    | 7.       | 18.*     | kiesett  | kiesett  | kiesett  | kiesett | kiesett  |
| Nakanisi Júko                                                  | 200 m pillangó         | 2:06,62  | 2.       | 3.       | 2:06,96  | 4.*      | 5.*      | 2:07,32 | 5.       |
| Hosi Nacumi                                                    | 200 m pillangó         | 2:07,02  | 3.       | 6.       | 2:07,93  | 4.       | 10.      | kiesett | kiesett  |
| Ueda Haruka Jamagucsi Miszaki Kitagava Aszami Mita Maki        | 4 × 100 m gyorsváltó   | 3:39,25  | 5.       | 9.       |          |          |          | kiesett | kiesett  |
| Ueda Haruka Jamagucsi Miszaki Mita Maki Takanabe Emi           | 4 × 200 m gyorsváltó   | 7:55,63  | 5.       | 8.       |          |          |          | 7:57,56 | 7.       |
| Nakamura Reiko Kitagava Aszami Kató Juka Ueda Haruka Itó Hanae | 4 × 100 m vegyes váltó | 3:59,91  | 3.       | 6.       |          |          |          | 3:59,54 | 6.       |

| Versenyző       | Versenyszám  | Szétúszás a döntőért | Szétúszás a döntőért |
| Versenyző       | Versenyszám  | Idő                  | Helyezés             |
| --------------- | ------------ | -------------------- | -------------------- |
| Kitagava Aszami | 200 m vegyes | 2:12,02              | 1.                   |

* - egy másik versenyzővel azonos időt ért el

## Vitorlázás
Férfi
| Versenyző                 | Versenyszám     | Futam | Futam | Futam | Futam | Futam | Futam | Futam | Futam | Futam | Futam | Futam | Pontszám | Helyezés |
| Versenyző                 | Versenyszám     | 1     | 2     | 3     | 4     | 5     | 6     | 7     | 8     | 9     | 10    | É     | Pontszám | Helyezés |
| ------------------------- | --------------- | ----- | ----- | ----- | ----- | ----- | ----- | ----- | ----- | ----- | ----- | ----- | -------- | -------- |
| Tomizava Makoto           | Szörfvitorlázás | 6     | 20    | 6     | 14    | 7     | 23    | 8     | 36    | 12    | 2     | 18    | 116      | 10.      |
| Iidzsima Joicsi           | Laser           | 36    | 32    | 16    | 17    | 31    | 44    | 31    | 44    | 28    |       | -     | 235      | 35.      |
| Macunaga Tecuja Ueno Taró | 470-es osztály  | 1     | 20    | 24    | 13    | 10    | 14    | 1     | 9     | 21    | 4     | 4     | 97       | 7.       |

Női
| Versenyző             | Versenyszám     | Futam | Futam | Futam | Futam | Futam | Futam | Futam | Futam | Futam | Futam | Futam | Pontszám | Helyezés |
| Versenyző             | Versenyszám     | 1     | 2     | 3     | 4     | 5     | 6     | 7     | 8     | 9     | 10    | É     | Pontszám | Helyezés |
| --------------------- | --------------- | ----- | ----- | ----- | ----- | ----- | ----- | ----- | ----- | ----- | ----- | ----- | -------- | -------- |
| Koszuge Jaszuko       | Szörfvitorlázás | 9     | 12    | 4     | 17    | 14    | 18    | 18    | 11    | 10    | 7     | -     | 102      | 13.      |
| Kondó Ai Kamata Naoko | 470-es osztály  | 13    | 15    | 14    | 15    | 14    | 1     | 12    | 10    | 1     | 13    | -     | 93       | 14.      |

Nyílt
| Versenyző                  | Versenyszám        | Futam | Futam | Futam | Futam | Futam | Futam | Futam | Futam | Futam | Futam | Futam | Futam | Futam | Pontszám | Helyezés |
| Versenyző                  | Versenyszám        | 1     | 2     | 3     | 4     | 5     | 6     | 7     | 8     | 9     | 10    | 11    | 12    | É     | Pontszám | Helyezés |
| -------------------------- | ------------------ | ----- | ----- | ----- | ----- | ----- | ----- | ----- | ----- | ----- | ----- | ----- | ----- | ----- | -------- | -------- |
| Isibasi Akira Makino Jukio | Könnyű 49-es dingi | 8     | 17    | 17    | 6     | 8     | 12    | 8     | 9     | 17    | 6     | 14    | 5     | -     | 103      | 12.      |

É - éremfutam

## Vívás
Férfi
| Versenyző     | Versenyszám       | Selejtező                     | 32-es főtábla             | Nyolcaddöntő                     | Negyeddöntő                 | Elődöntő                      | Bronz- mérkőzés   | Döntő                           | Helyezés |
| Versenyző     | Versenyszám       | Ellenfél Eredmény             | Ellenfél Eredmény         | Ellenfél Eredmény                | Ellenfél Eredmény           | Ellenfél Eredmény             | Ellenfél Eredmény | Ellenfél Eredmény               | Helyezés |
| ------------- | ----------------- | ----------------------------- | ------------------------- | -------------------------------- | --------------------------- | ----------------------------- | ----------------- | ------------------------------- | -------- |
| Csida Kenta   | Tőr, egyéni       |                               | Lau Kwok Kin (HKG) · 15-6 | Benjamin Kleibrink (GER) · 10-15 | kiesett                     | kiesett                       | kiesett           | kiesett                         | 11.      |
| Óta Júki      | Tőr, egyéni       |                               | João Souza (BRA) · 15-4   | Cshö Bjongcshol (KOR) · 15-14    | Peter Joppich (GER) · 15-12 | Salvatore Sanzo (ITA) · 15-14 |                   | Benjamin Kleibrink (GER) · 9-15 |          |
| Nisida Sógo   | Párbajtőr, egyéni | Paris Inostroza (CHI) · 11-15 | kiesett                   | kiesett                          | kiesett                     | kiesett                       | kiesett           | kiesett                         | 35.      |
| Ogava Szatosi | Kard, egyéni      | Mamadou Keita (SEN) · 14-15   | kiesett                   | kiesett                          | kiesett                     | kiesett                       | kiesett           | kiesett                         | 36.      |

Női
| Versenyző        | Versenyszám       | Selejtező         | 32-es főtábla                        | Nyolcaddöntő                    | Negyeddöntő              | Elődöntő          | Bronz- mérkőzés   | Döntő             | Helyezés |
| Versenyző        | Versenyszám       | Ellenfél Eredmény | Ellenfél Eredmény                    | Ellenfél Eredmény               | Ellenfél Eredmény        | Ellenfél Eredmény | Ellenfél Eredmény | Ellenfél Eredmény | Helyezés |
| ---------------- | ----------------- | ----------------- | ------------------------------------ | ------------------------------- | ------------------------ | ----------------- | ----------------- | ----------------- | -------- |
| Szugavara Csieko | Tőr, egyéni       |                   | Csong Girok (KOR) · 11-9             | Carolin Golubytskyi (GER) · 6-5 | Nam Hjonhi (KOR) · 10-15 | kiesett           | kiesett           | kiesett           | 7.       |
| Harada Megumi    | Párbajtőr, egyéni |                   | Amber Parkinson (AUS) · 15-9         | Ana Brânză (ROU) · 11-15        | kiesett                  | kiesett           | kiesett           | kiesett           | 15.      |
| Hiszagae Madoka  | Kard, egyéni      |                   | Jekatyerina Gyjacsenko (RUS) · 10-15 | kiesett                         | kiesett                  | kiesett           | kiesett           | kiesett           | 27.      |